# Середньовічне мистецтво

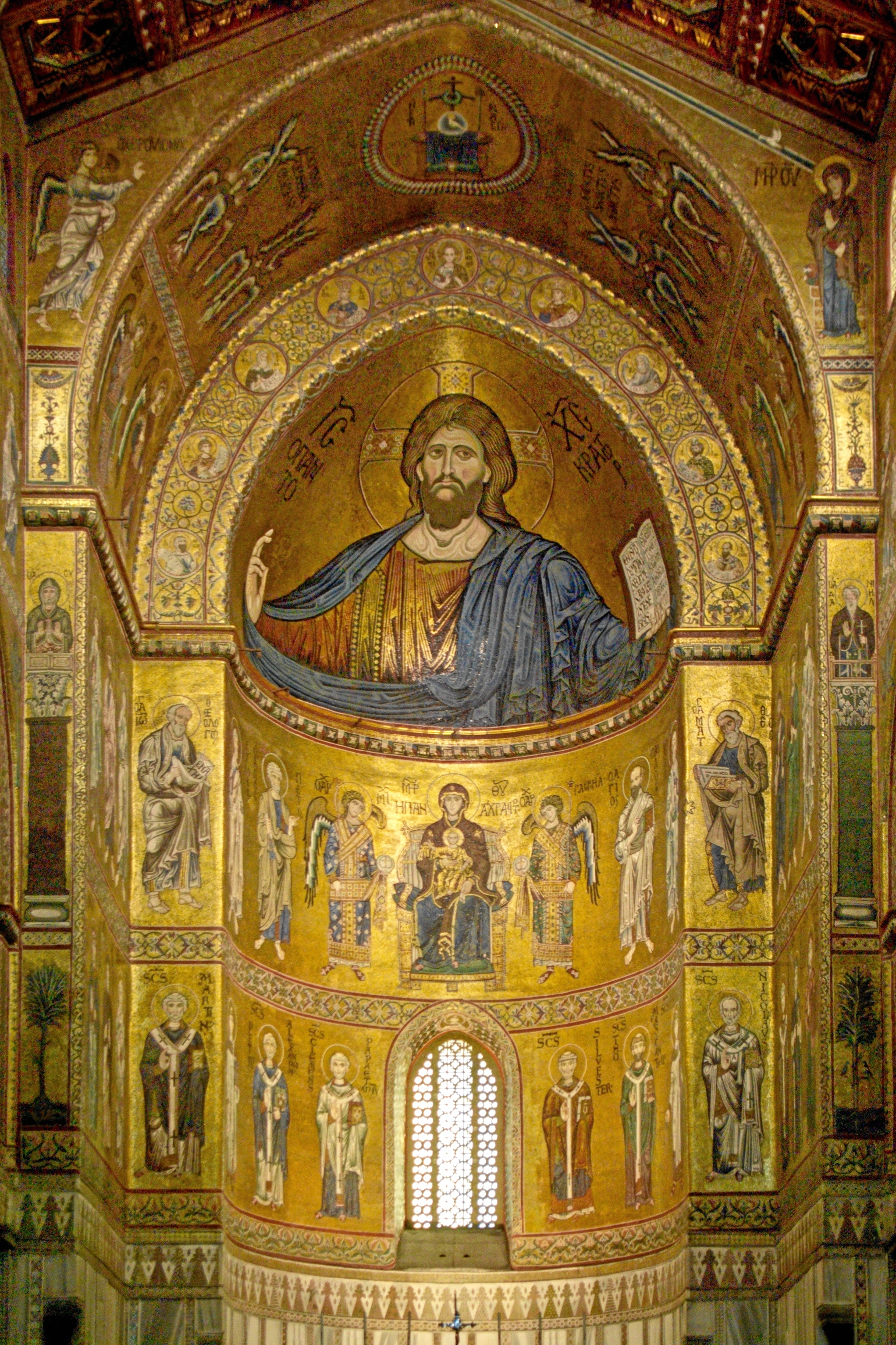
Візантійська монументальна церковна мозаїка є одним з найбільших досягнень середньовічного мистецтва. На фото мозаїка Монреале в Сицилії кінця 12 століття.

Середньовічне мистецтво західного світу охоплює широкий спектр територій і часу, понад 1000 років мистецтва в Європі, а часом і на Близькому Сході і в Північній Африці. Воно включає в себе основні художні напрямки та періоди, національне і регіональне мистецтво, жанри, відродження, прикладне мистецтво та самих митців.
Історики мистецтва намагаються класифікувати середньовічне мистецтво в основні періоди і стилі, часто з певними труднощами. Загальноприйнята схема включає в себе наступне: пізні фази раннього християнського мистецтва, мистецтво періоду міграцій, візантійське мистецтво, острівне мистецтво, дороманське мистецтво, романське мистецтво і готичне мистецтво, та багато інших періодів в межах цих основних стилів. Крім того, кожний регіон, в основному в процесі становлення націй або культур, мав свій особливий художній стиль, наприклад, англо-саксонське мистецтво або скандинавське мистецтво.
Середньовічне мистецтво створювалось у багатьох мистецьких засобах, і праці, які вціліли у великій кількості, включають в себе скульптури, ілюміновані рукописи, вітражі, роботи по металу і мозаїки, всі з яких мають більш високу виживаність, ніж інші засоби, такі як фрески, роботи по дорогоцінним металам або текстиль, в тому числі і гобелени. Особливо на початку періоду, витвори так званого «прикладного мистецтва» і декоративно-ужиткового мистецтва, такі як вироби по металу, різьблення по слоновій кістці, емаль і вишивка з використанням дорогоцінних металів, ймовірно цінувались більш високо, ніж живопис або монументальна скульптура.
Середньовічне мистецтво в Європі розвинулось з мистецької спадщини Римської імперії та іконографічних традицій ранньої християнської церкви. Ці джерела були змішані з енергійною «варварською» мистецькою культурою Північної Європи, щоб утворити чудову художню спадщину. Дійсно, історію середньовічного мистецтва можна розглядати як історію взаємодії між елементами класичного, ранньохристиянського і «варварського» мистецтва..
Крім формальних аспектів класицизму, існувала безперервна традиція реалістичного зображення об'єктів, яка збереглися у візантійському мистецтві протягом усього періоду, у той час як на Заході вона періодично з'являється, поєднуючись і часом конкуруючи новими експресіоністськими можливостями, створеними в Західній Європі, і північною спадщиною енергійних декоративних елементів. Цей період завершився Відродженням, яке сприймалось його митцями як відновлення навичок і цінностей класичного мистецтва, а художня спадщина Середньовіччя в результаті була принижена протягом кількох століть. З часів відродження інтересу і розуміння до мистецтва Середньовіччя в 19 столітті, його сприймають як період величезних досягнень, який лежить в основі розвитку пізнішого Західного мистецтва.

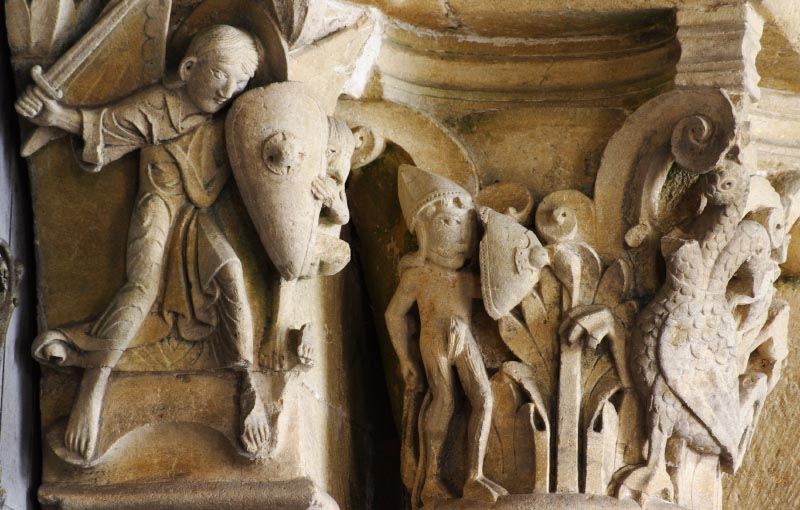
Різьблення у романському стилі

## Огляд

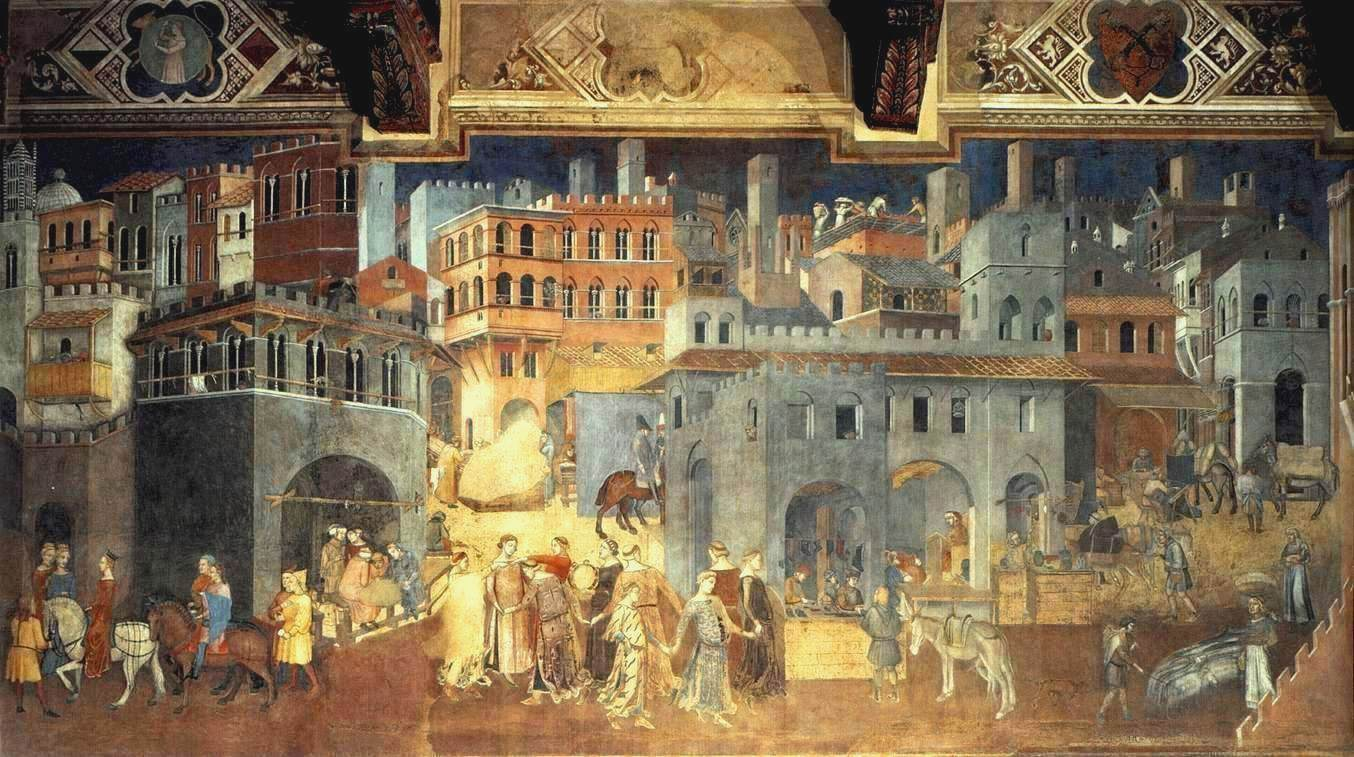
Деталь «Впливу хорошого уряду», фрески в ратуші Сієни, авторства Амброджо Лоренцетті, 1338.

У Середньовіччі спостерігалося зниження процвітання, стабільності і населення в перші століття періоду —до близько 800 р.н. е., а потім досить стійкий і загальний ріст до масивного відкату внаслідок чорної смерті в середині 14-го ст., яка, за оцінками, вбила не менше третини всього населення Європи, з переважно більшим відсотком на півдні і меншим на півночі. Багато регіонів не повернули колишню чисельність населення до 17 століття. За оцінками, населення Європи досягло найнижчої точки близько 18 млн. у 650 році, подвоїлось до 1000 року і становило більше 70 мільйонів у 1340 році, якраз перед Чорною смертю. У 1450 році воно було ще тільки 50 мільйонів. До цих цифр, Північна Європа, особливо Велика Британія, вносила меншу частку, ніж сьогодні, а Південна Європа, включаючи Францію, — більшу. Збільшення добробуту, для тих, хто вижив, зазнало набагато меншого впливу від Чорної смерті. Приблизно до 11 століття великій частині Європи не вистачало праці в сільському господарстві, з наявністю великих обсягів невикористовуваних земель, а середньовічний кліматичний оптимум був на користь сільського господарства до 1315 року.

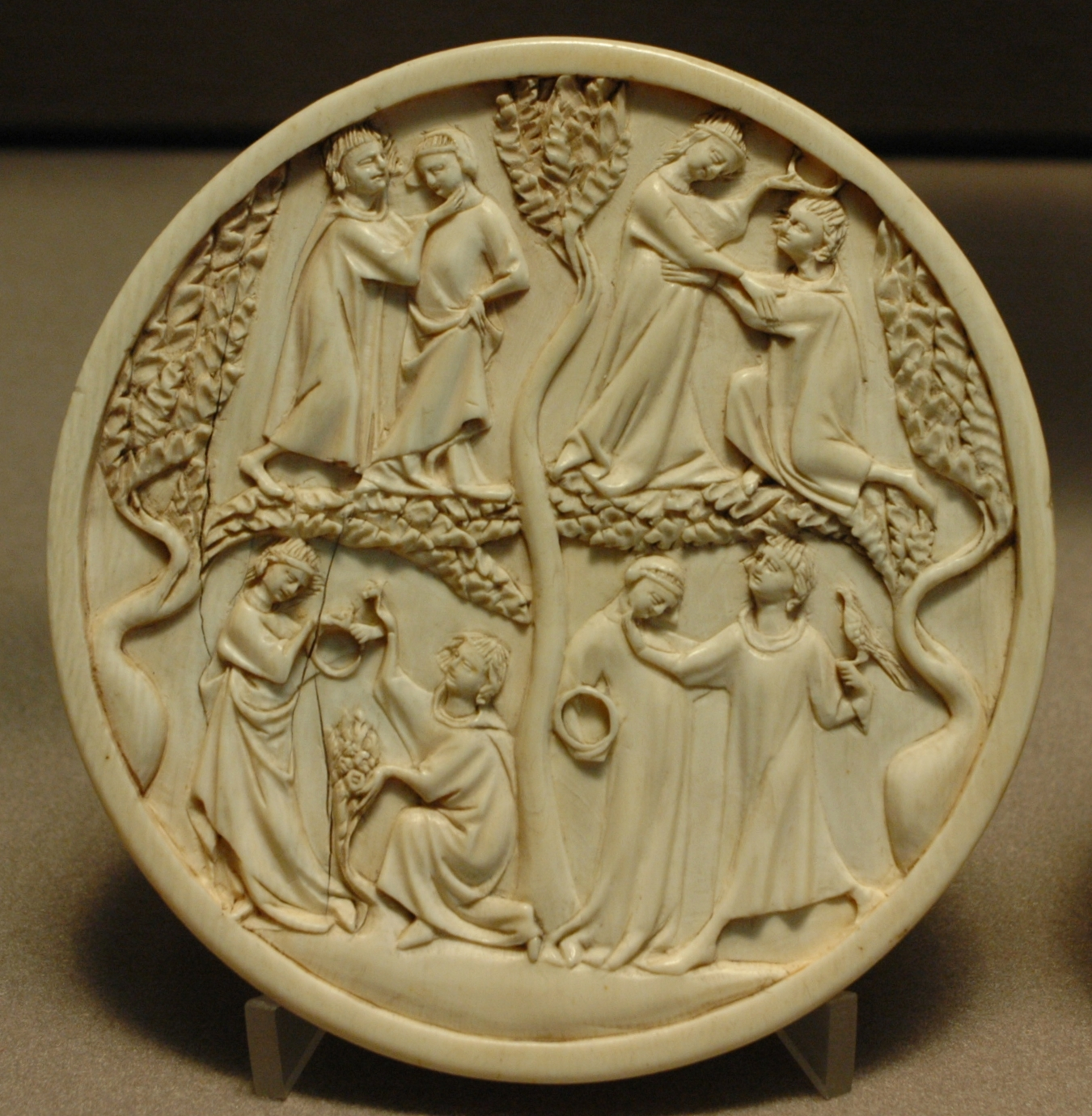
Сцени куртуазного кохання на корпусі дзеркала зі слонової кістки. Париж, 1300—1330.

В середньовічному періоді врешті-решт припинились навали і вторгнення ззовні на територію «західного» світу, якими характеризувалось перше тисячоліття. Арабські завоювання 6-7-го століть раптово і безповоротно відрізали всю Північну Африку від західного світу, а до кінця Середньовіччя ісламські народи поступово підкорили Візантійську імперію, і лише наприкінці Середньовіччя католицька Європа, повернувши Іберійський півострів на південному заході, в черговий раз отримала мусульманську загрозу з південного сходу.
На початку середньовічного періоду найбільш значними творами мистецтва були дуже рідкісні і дорогі предмети, пов'язані зі світськими елітами, монастирями та великими храмами, і якщо релігійні, головним чином створювались ченцями. До кінця Середньовіччя роботи значного художнього інтересу можна було знайти і у невеликих селах і значному числі буржуазних будинків в містах, а їх виробництво було в багатьох місцях важливою місцевою промисловістю, де митці з духовенства вже були винятком. Однак правило Святого Бенедикта дозволяло монастирям продаж творів мистецтва, і зрозуміло, що протягом усього періоду ченці могли створювати твори мистецтва, в тому числі світські, комерційно для світського ринку, а монастирі могли наймати світських фахівців у разі необхідності.
З вцілілих витворів мистецтва може залишитися враження, що майже все середньовічне мистецтво було релігійним. Це далеко не так; хоча церква стала дуже багатою за Середньовіччя і часом була готова щедро витрачати на мистецтво, було також багато світського мистецтва еквівалентної якості, яке однак постраждало від набагато більшого відсотку зносу, втрати і руйнування. В Середньовіччі, як правило, не існувало концепції збереження старих робіт за їх художні достоїнства, на відміну від їх асоціації зі святим або засновником, а в наступні періоди Ренесансу і бароко, як правило, зневажливо ставились до середньовічного мистецтва. Більшість розкішних манускриптів епохи раннього середньовіччя мали щедрими коштовні обкладинки для книг з дорогоцінних металів, слонової кістки і дорогоцінного каміння; сторінки в новому переплетенні і рельєфи зі слонової кістки з обкладинок збереглися в набагато більшій кількості, ніж повні обкладинки, які в основному колись були позбавлені їх цінних матеріалів.

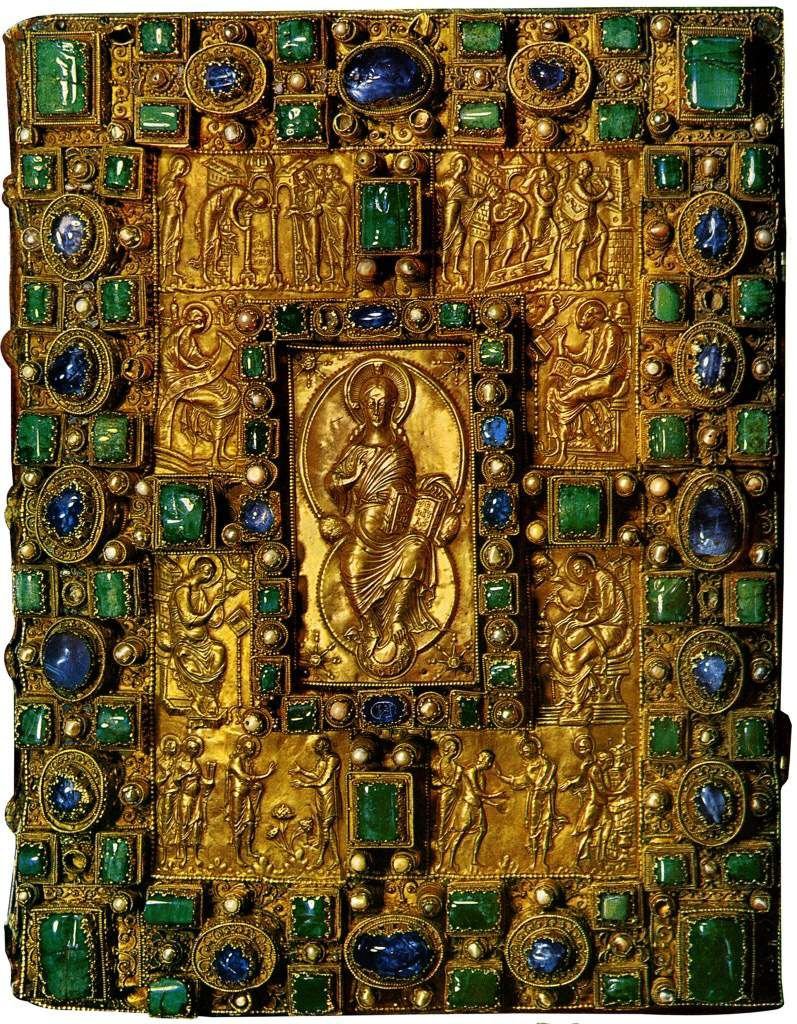
Коштовна обкладинка Золотого кодексу Святого Еммерама, бл. 870, каролинзький євангелістарій.

Більшість церков було перебудовано, найчастіше кілька разів, але середньовічні палаци і великі будинки були втрачені з набагато більшою швидкістю, і це також стосується їх оснащення і прикрас. Наприклад, в Англії церкви збереглися практично без змін з кожного століття, починаючи з 7-го, і в значних кількостях для більш пізніх сторіч — лише одне місто Норвіч налічує 40 середньовічних церков — але з десятків королівських палаців не зберігся жоден, збудований раніше 11-го століття, і лише декілька залишились з іншої частини періоду. Аналогічна ситуація склалася в більшості країн Європи, хоча папський палац в Авіньйоні 14 ст. зберігся практично без змін. Багатьох тривалих наукових суперечок з приводу дати і походження окремих творів стосуються саме світських зразків, тому що вони набагато рідші — так Британський музей відмовився від англо-саксонської броші Фуллера, вирішивши, що це неправдоподібна підробка, і невеликі окремо стоячі світські бронзові скульптури настільки рідкісні, що дата, походження і навіть автентичність обох з двох кращих прикладів є предметом суперечки вже протягом десятиліть.
В середньовічному мистецтві використання цінних матеріалів було постійним; до кінця періоду, набагато більше, як правило, витрачалось на покупку матеріалів, ніж на оплату митцям, навіть якщо вони не були ченцями, виконуючими свої обов'язки. Золото використовувалось для предметів для церков і палаців, особистих прикрас і деталей одягу, і — закріплене до задньої частини скляної мозаїки — як суцільний фон для мозаїки, або використовувалось як сусальне золото для мініатюр в рукописах і живописі на дерев'яних панелях. Багато об'єктів з використанням дорогоцінних металів були виготовлені з розумінням, що вони можуть бути продані в майбутньому за ціною матеріалу — оскільки тільки ближче до кінця періоду з'явилась можливість інвестувати в щось інше, крім як в нерухомість, якщо не з великим ризиком або без вчинення лихварства.

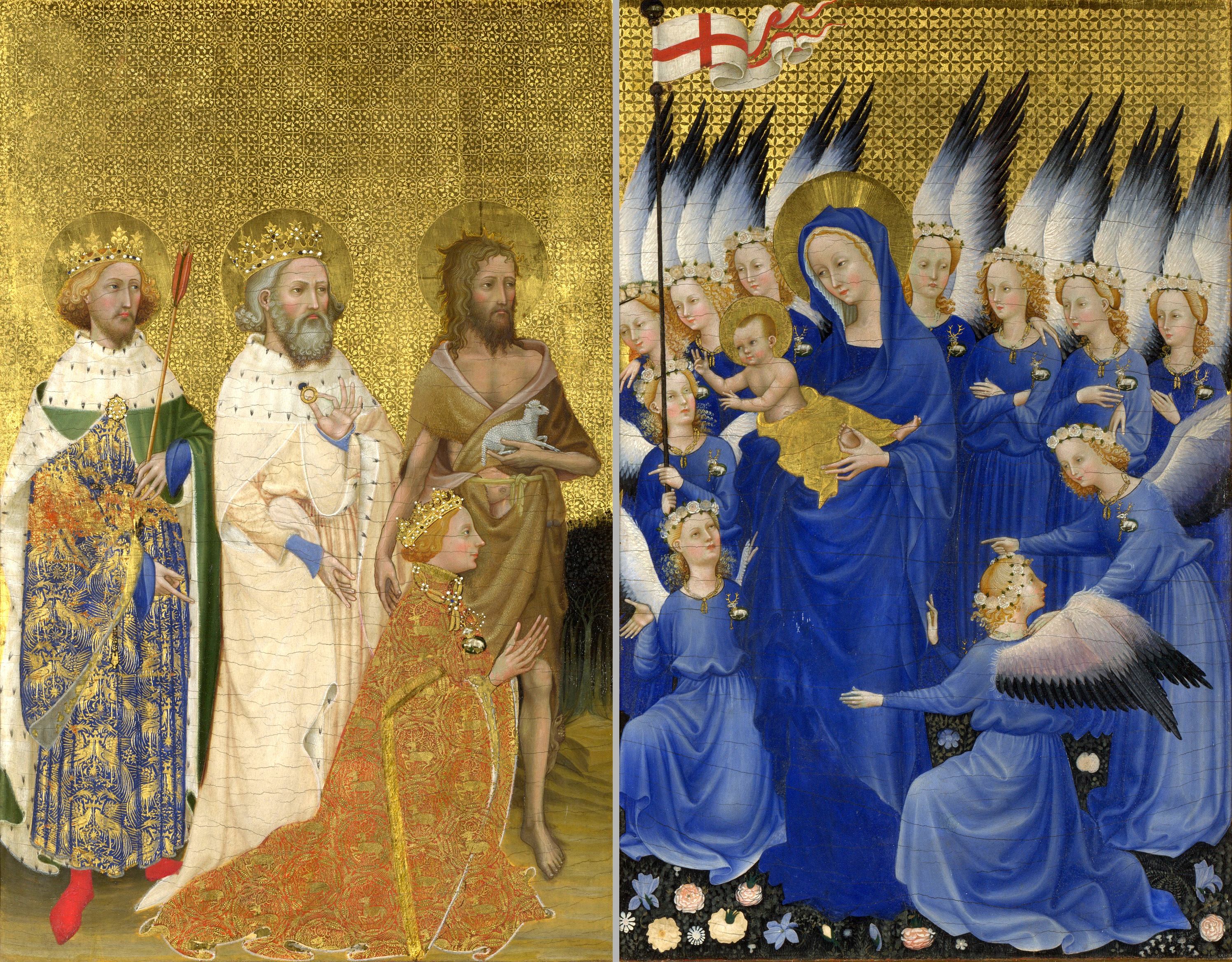
Невеликий приватний Вілтонький Диптих для короля Англії Річарда II, бл. 1400 р., з чеканним золотим фоном і великою кількістю ультрамарину.

Дорожчий за золото пігмент пігмент ультрамарин, який робили з розмеленого ляпіс лазулі походженням лише з Афганістану, широко використовувався у готичний період. Його переважно використовували для зображення синьої зовнішньої мантії Діви Марії, а не неба. Слонова кістка, часто розфабована, лишалась важливим матеріалом майже до кінця Середньовіччя. Її використання добре демонструє зсув у мистецтві розкоші з церковних до світських витворів: на початку періоду відбувався зсув у використанні від створення консульських диптихів до релігійних об'єктів (таких як обкладинки книжок, релікварії та патериці), але у готичному періоді серед багатіїв стали звичайними такі світські об'єкти зі слонової кістки як прикрашені тримачі для дзеркал, скриньки та гребінці. Оскільки тонкі панелі зі слонової кістки з вирізьбленим рельєфом рідко можна було повторно використати, їх збереглося досить багато. Так само багато збереглося і сторінок манускриптів, хоча їх якраз повторно використовували, зішкрябуючи попередній текст і наносячи новий, і зараз вони є палімпсестами.
Оскільки сторінки манускриптів спочатку робилися з велуму, навіть вони були дорогі: коли англо-саксонське абатство Морквермут-Ярроу 692 року хотіло зробити три копії біблії — з яких збереглася одна як Аміатинський кодекс (лат. Codex Amiatinus) — спочатку вони планували розвести корів, щоб отримати 1 600 телят для вироблення необхідної кількості велуму.
Папір став доступний лише в останні сторіччя періоду, але за сучасними стандартами залишався надмірно дорогим; гравюри по дереву, які продавалися паломникам у святилищах, часто мали розмір з коробку сірників або менше. Сучасна дендрохронологія виявила, що більшість дубу, використаного для дерев'яних панелей раннього нідерландського живопису 15-го ст.,  було вирубано у долині Вісли (Польща), звідки його транспортували вниз по річці, далі Балтійським та Північним морями до фламандських портів, а потім витримували декілька років.
Мистецтво Середньовіччя є широким поняттям і історики мистецтв традиційно поділяють його на декілька великих фаз, стилів або періодів. Середньовіччя не почалося і не закінчилося в якусь точну дату, так само як і не було одночасним у всіх регіонах західного світу, а те саме справджується і для його основних фаз. Ці основні фази коротко описані у наступних секціях статті.

## Ранньохристиянське та пізньоантичне мистецтво

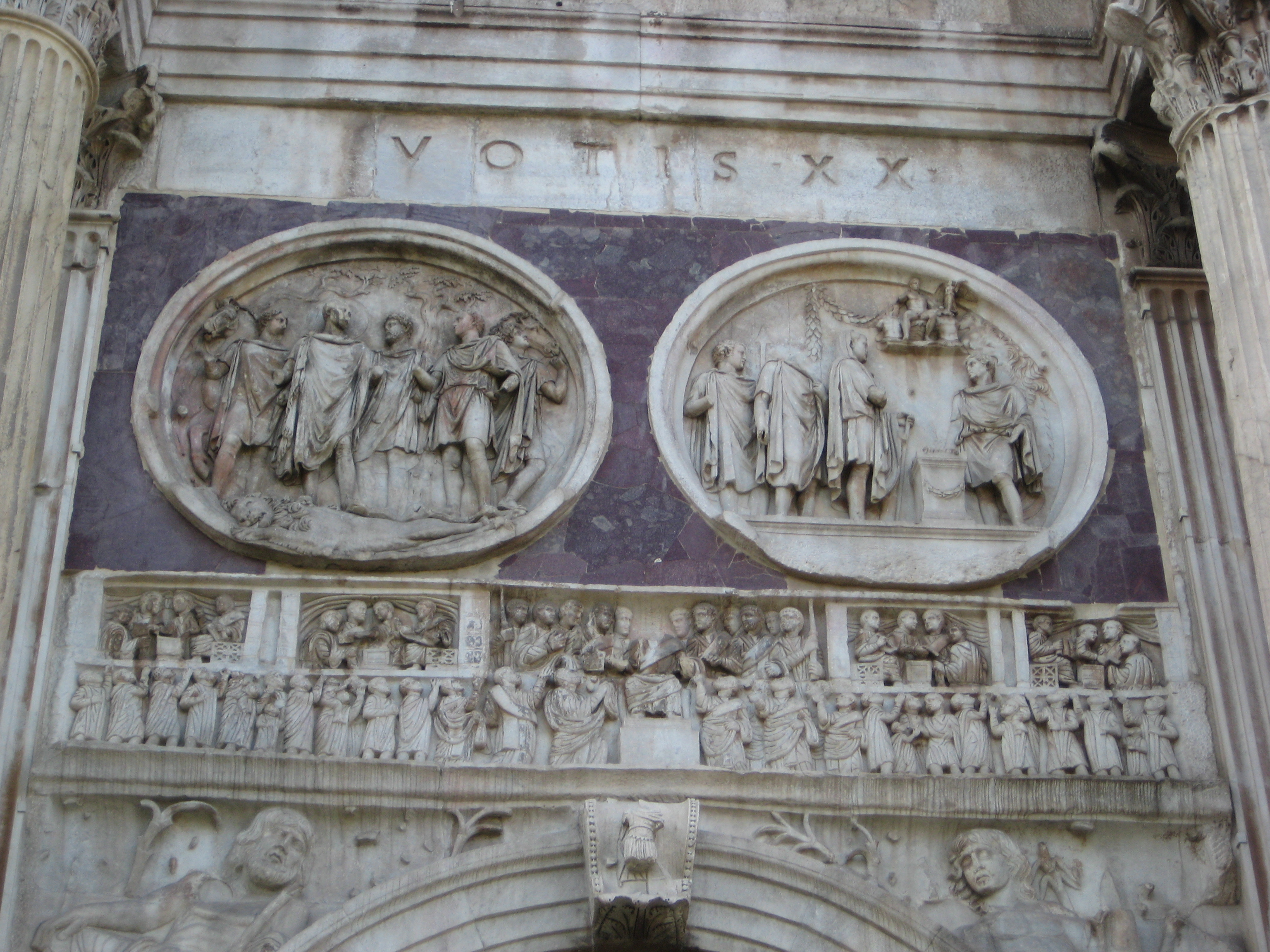
Арка Костянтина, Рим, завершена 315: нижній довгий барельєф, з приосадкуватими фігурами різного розміру в залежності від статусу, походить з тої дати, а круглі медальйони були використані з іншого монументу, створеного майже на 200 років раніше у класичному стилі.

Раннє християнське мистецтво, або більш загально мистецтво Пізньої Античності, охоплює період приблизно з 200 р.н. е. (до якого не збереглося зразків виразно християнського мистецтва) до повноцінного початку Візантійського стилю бл. 500 р.н. е. Існують різні погляди щодо того, коли в цей час розпочався як період Середньовіччя взагалі, так і в історії мистецтв, але найчастіше їх розмішують наприкінці згаданих часових рамок. Протягом 4-го ст.н. е. християнство перетворилось з переслідуваної популярної секти в офіційну релігію Римської імперії, адаптувавши римський стиль і часто іконографію і з популярного (народного), і з імперського мистецтва. Вцілілі праці християнського мистецтва початку періоду — переважно фрески поховань у популярних стилях з катакомб Риму, а до кінця періоду можна побачити ряд розкішних мозаїк у церквах, збудованих під патронатом Імперії.
Протягом цього періоду Пізнє давньоримське мистецтво пройшло через дивно «барочну» фазу, а потім практично відкинуло класичний стиль і давньогрецький реалізм на користь більш містичного та ієратичного стилю— і цей процес розпочався задовго до того, як християнство стало основним впливом на імперське мистецтво. Впливи зі східних частин Римської імперії — Єгипту, Сирії та далі, а також широка «італійська» просторічна традиція, сприяли цьому процесу. Там де класичне мистецтво мало тенденцію показувати профіль, тепер фігури переважно фронтально дивилися на глядача, і це пізніше навіть надійшло відображення у монетах. Сильно занепала індивідуальність портретів, яка була  ознакою давньоримського мистецтва, а анатомія фігур стала значно менш реалістичною. Зразки, з яких зокрема Північна Європа формувала своє уявлення про «римський» стиль, ймовірно майже всі були рухомі праці Пізньої Античності, а різьблені саркофаги цього періоду можна знайти по всій колишній Римській імперії; ключовим елементом мистецтва all'antica Ренесансу стало бажання знайти «чистіші» класичні моделі.

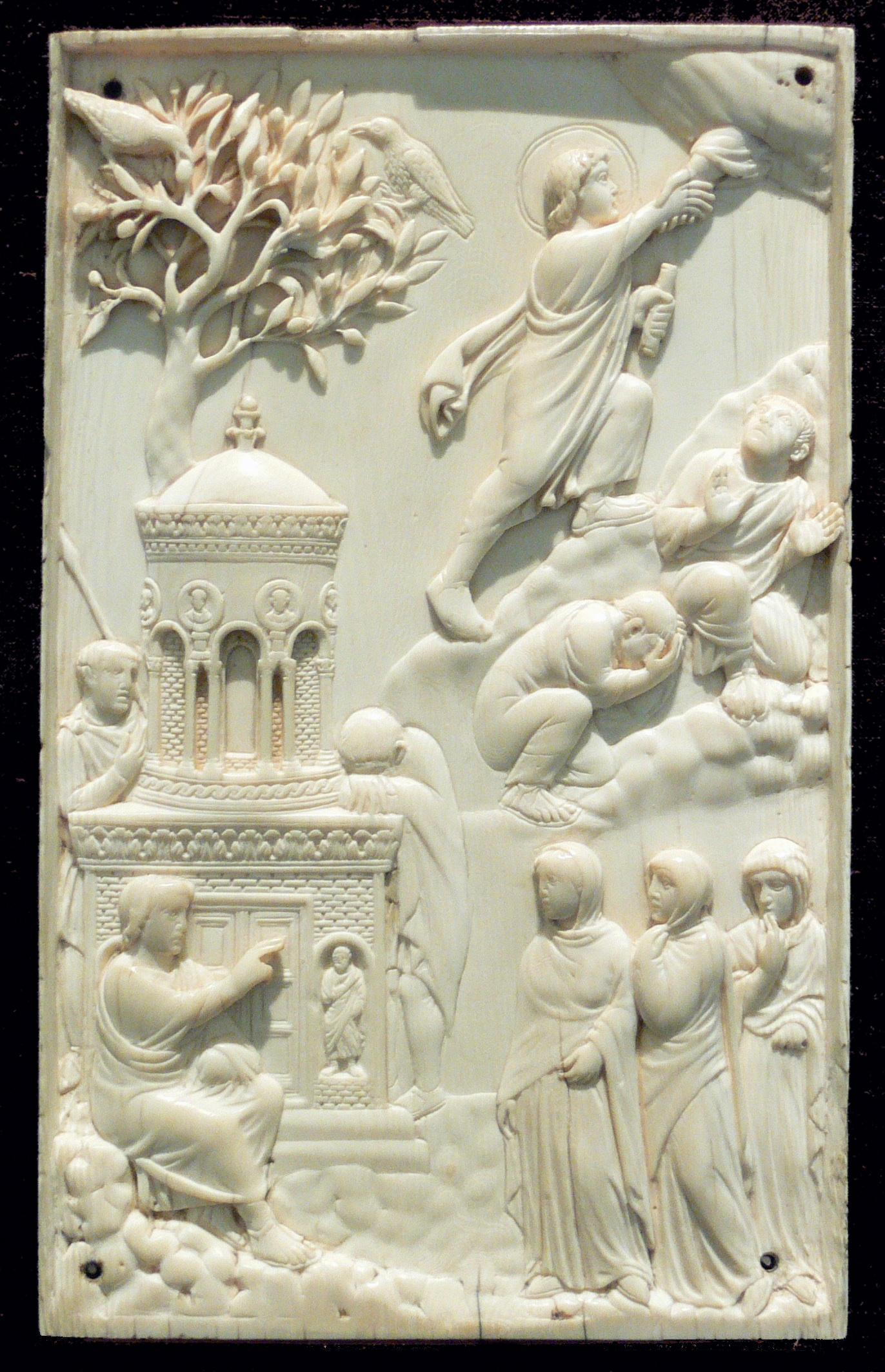
Вознесіння Христа та Не торкайся Мене, бл. 400 р.н.е., з багатьма залишковими елементами класичного стилю. Дивись Сакраментарій Дрого для схожої сцени Вознесіння 450 років пізніше.
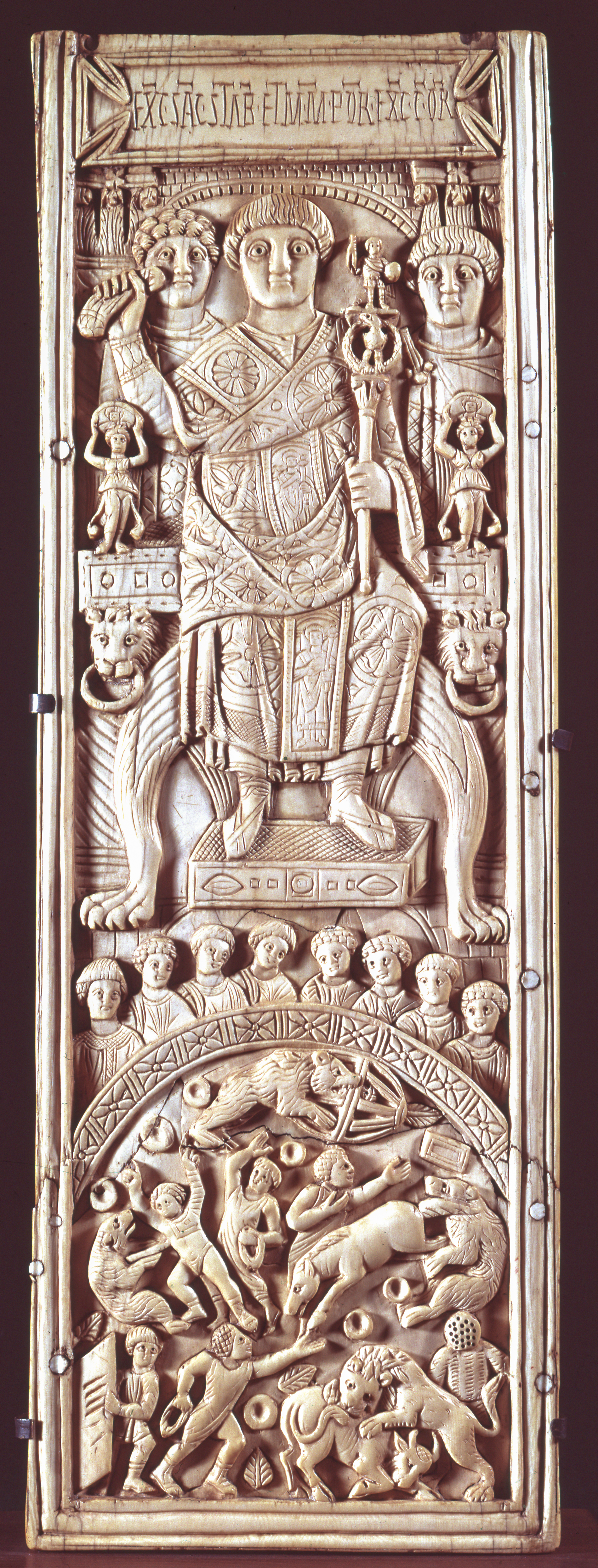
Консульський диптих, Константинополь, 506 р., повністю стиль Пізньої Античності
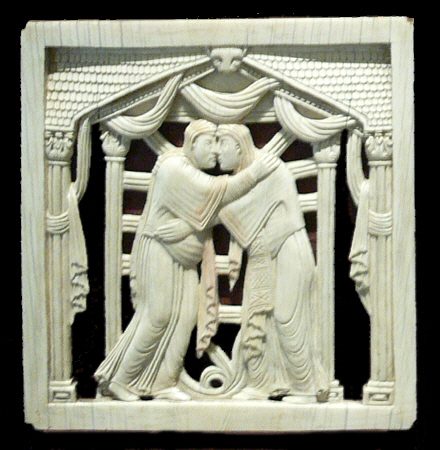
Оттонський рельєф з вівтаря у сміливому монументальному стилі, з невеликою спробою класицизму; Мілан 962–973 рр.
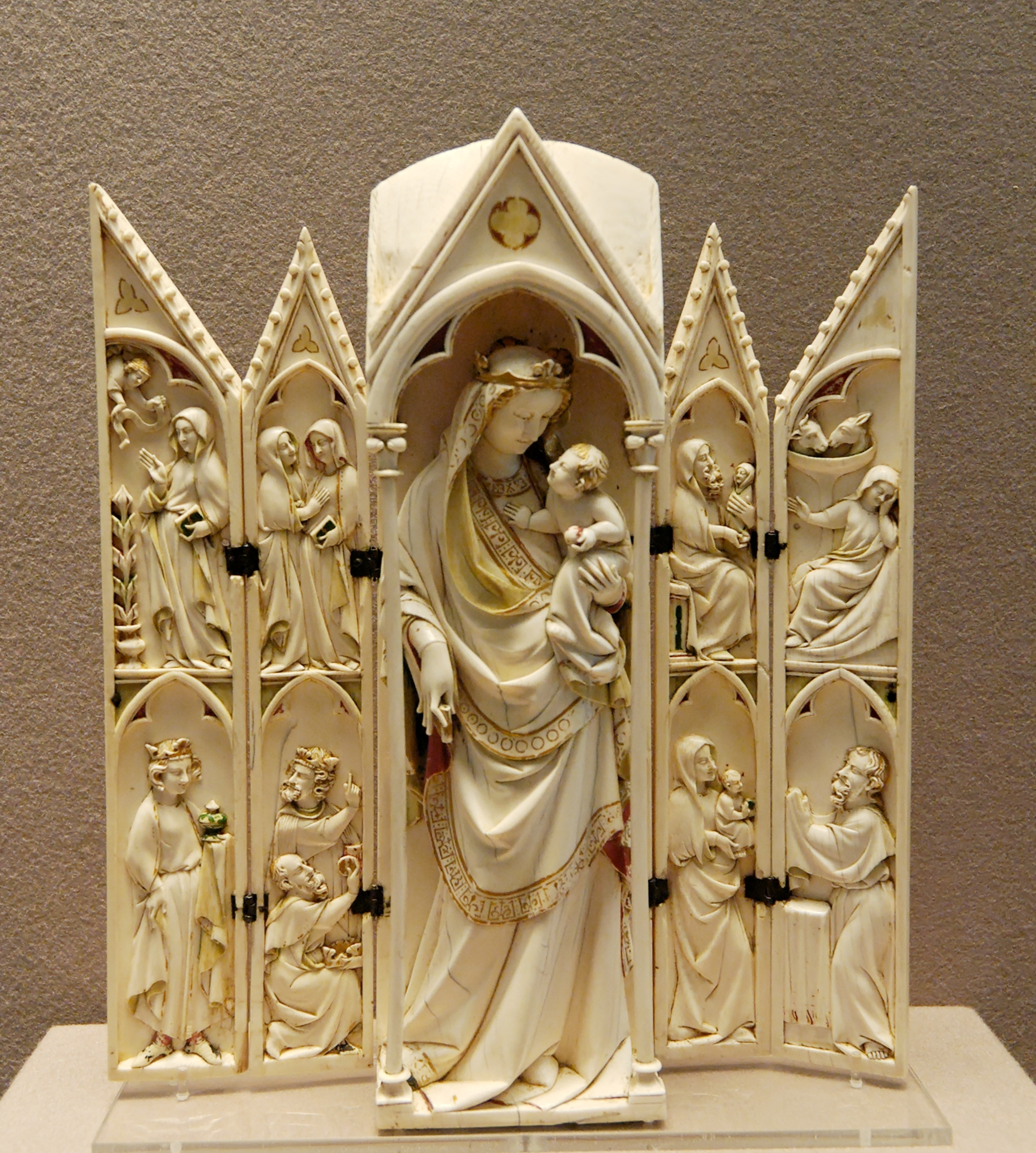
Французький готичний триптих кінця 14-го ст., можливо створений для світського власника, зі сценами з Життя Діви Марії

## Візантійське мистецтво

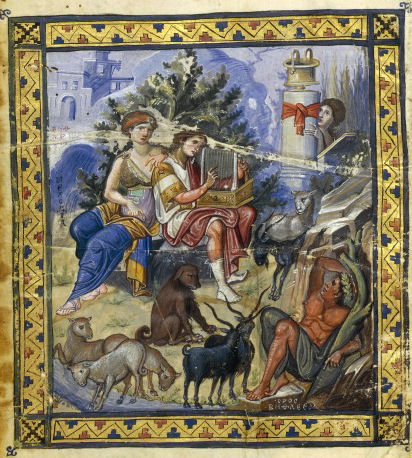
Король Давид грає на арфі у «Паризькому псалтирі» 10 ст., робота македонського періоду з ухилом в класицизм.

Візантійське мистецтво — мистецтво грекомовної Візантійської імперії, яка утворилась після розпаду Римської імперії на Східну та Західну, та частково регіонів Італії від правлінням Візантії. Воно виникло у Пізню Античність близько 500 р.н. е. та досить швидко сформувало традицію, відмінну від католицької Європи, яка однак мала великий вплив на останню. У ранньому Середньовіччі, найкращі зразки візантійського мистецтва були ідеалом витонченості і техніки, який європейські митці намагалися відтворити. Під час Візантійського іконоборства 730—843 років більшість ікон були знищені; залишилось так мало, що будь-яке нове відкриття сьогодні надає нове розуміння періоду. Більшість вцілілих робіт — в Італії (напр. Римі та Равенні) або у Єгипті у монастирі святої Катерини.
З релігійних та культурних причин візантійське мистецтво було дуже консервативним, але зберегло неперервну традицію грецького реалізму, яка вступала в суперечку з сильним антиреалістичним та ієратичним імпульсом. Після відновлення створення ікон, між 843 та 1453 роками візантійська мистецька традиція продовжувалась з відносно невеликою кількістю змін, незважаючи, а може завдяки, повільному занепаду імперії. Можна відмітити відродження класичного стилю у роботах придворного мистецтва 10-го сторіччя, як напр. Паризький псалтир, але й в цілому протягом всього періоду ілюмінування манускриптів демонструє паралельне використання  двох стилів, часто навіть одним митцем, — іконний (ієратичний) стиль для фігур в обрамлених мініатюрах та більш реалістичний стиль для маленьких сцен або фігур на полях тексту, доданих без рамки. Монументальна скульптура з людськими фігурами залишалась табу у візантійському мистецтві; виключення практично відсутні. А от невеликі різьблення по слоновій кістці були поширені (майже всі в іконному стилі), так само як і рельєфне прикрашання чаш та інших металевих предметів. У термінах якості матеріалу та праці митців, у Візантійській імперії було створена більшість найкращих зразків середньовічного мистецтва. Вважається, що придворні центри концентрувались довкола  Константинополя, хоча деякі історики мистецтв піддають сумніву припущення, що всі предмети найвищої якості, але які не мають вказівки на місце виробництва, були створені у столиці імперії. Найвищим досягненням візантійського мистецтва є монументальні фрески і мозаїки куполів церков, більшість яких не збереглися внаслідок природних катастроф або перетворення церков у мечеті.

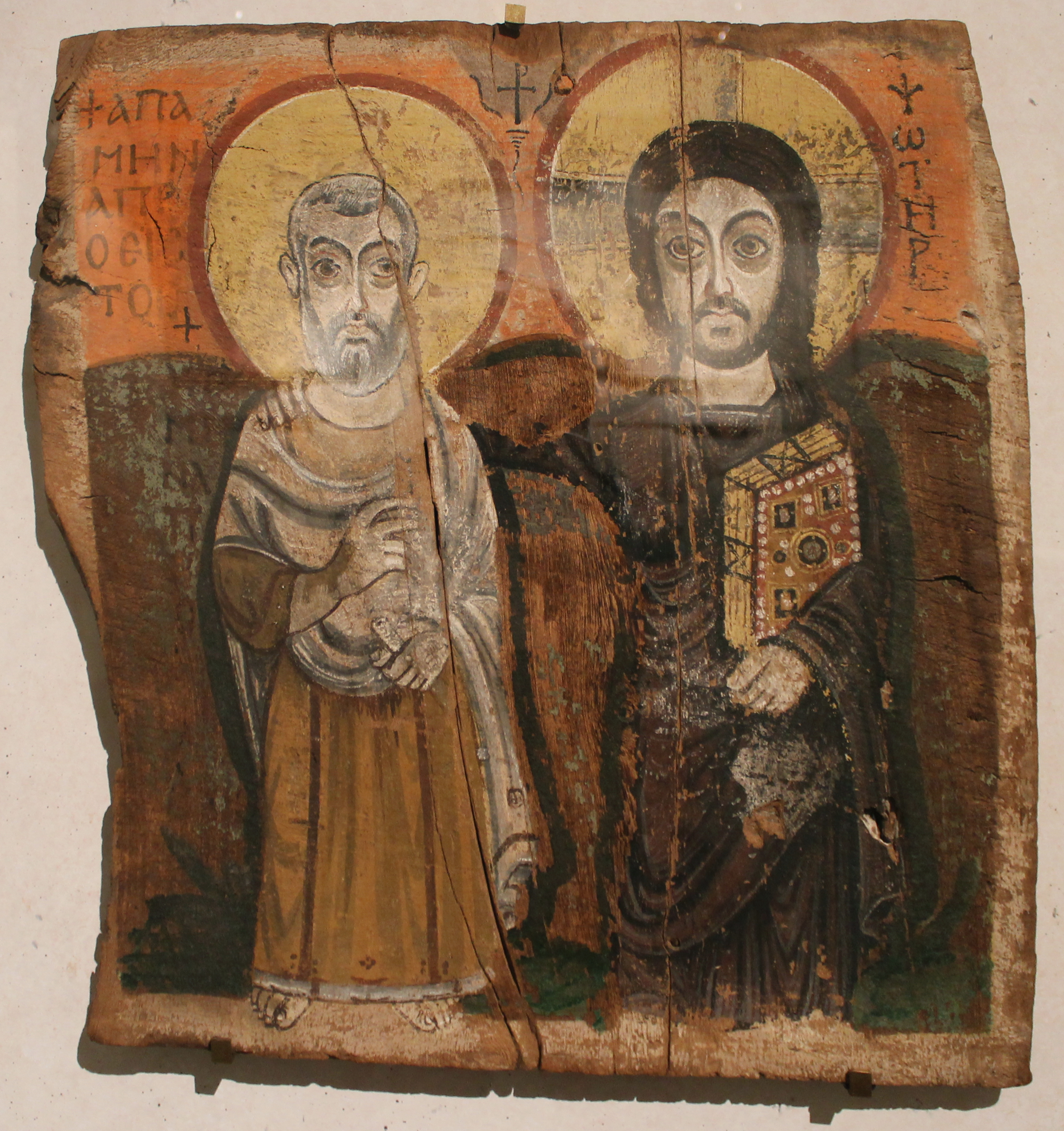
Коптська ікона Ісуса та абата демонструє більш приземлену форму антиреалістичного стилю візантійського іконопису. 6-7 ст.

Візантійське мистецтво мало постійний вплив на західноєвропейське, а розкіш імператорського двора та монастирів, навіть на занепаді імперії, слугувала моделлю для західних правителів та релігійних та світських покровителів. Наприклад, текстилі з візантійського шовку, часто з плетеним або вишитим орнаментом з фігур людей та тварин, що було відблиском традицій значно більш далекого Сходу, були неперевершеними у християнському світі аж до падіння імперії. Їх виробляли, але ймовірне не повністю, імперські майстерні Константинополя, про які майже нічого не відомо. Про аналогічні майстерні для інших видів мистецтв відомо ще менше. Деякі декоративні мистецтва були менш розвинені, наприклад візантійська кераміка рідко піднімається вище рівня привабливого народного мистецтва, незважаючи на античний спадок та майбутні висоти османського періоду (напр. кераміки Ізнік).
Коптське мистецтво Єгипту пішло іншим шляхом; після того, які Коптська православна церква виділилась всередині 5-го ст., вона більше ніколи не підтримувалась державою. В цьому мистецтві почали домінувати місцеві єгипетські впливи, які створили повністю нереалістичні фігури з завеликими очима майже в наївному стилі, які планують у пустому просторі. Це однак давало велику експресію та довело «східний» компонент візантійського мистецтва до логічного завершення. Коптське орнаментування використовувало складні геометричні елементи, які часто передвіщали ісламське мистецтво. Через  надзвичайно добре збереження єгипетських поховань, ми краще знаємо про текстилі у небагатому Єгипті, ніж де-інде. Вони часто були рясно прикрашені орнаментами з патернів та фігур. Інші місцеві традиції у Вірменії, Сирії, Грузії тощо, в цілому показували менше витонченості, але часто більше рішучості, ніж мистецтво Константинополю, і деколи, особливо в архітектурі, здається мали вплив на західне мистецтво. Наприклад, фігуративна монументальна скульптура поза межами церков тут з'явилась на декілька сторіч раніше Західної Європи.

## Міграційний період до християнізації

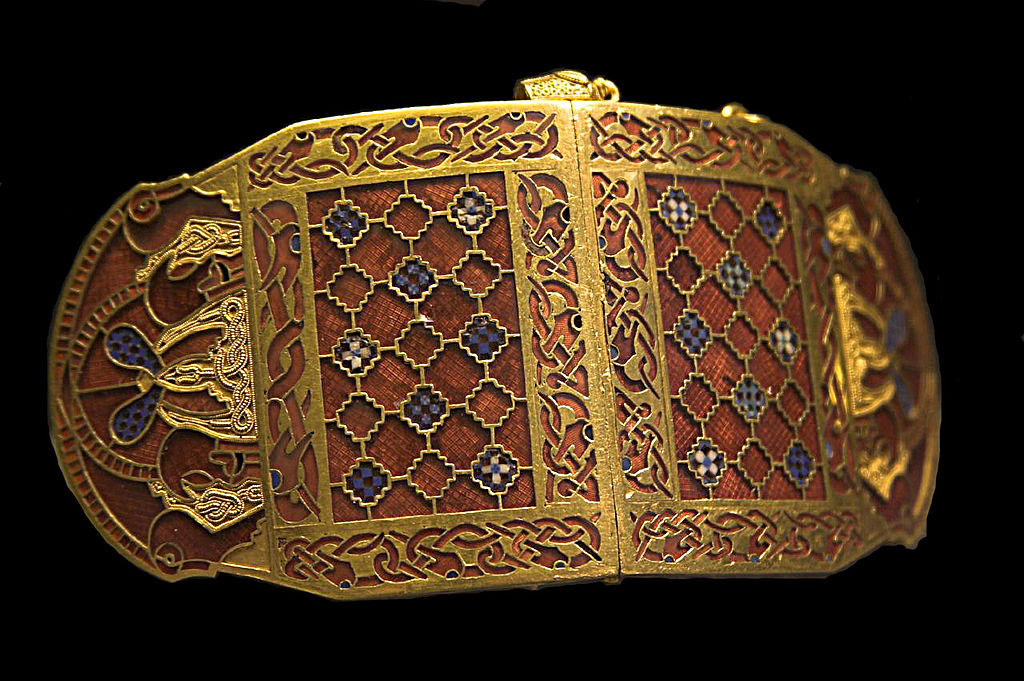
Плечева англо-саксонська броша з Саттон Гу, бл. 620. Переплетені змії, які кусають, та протистоячі кабани (на кінцях) зображені повністю схематично.

Мистецтво періоду Міграцій описує мистецтво «варварських» германських та східно-європейських народів, які в той час мігрували та оселялись на території колишньої Римської імперії, у міграційному періоді (бл.300-700 рр.). Цей загальний термін покриває велику кількість етнічних або регіональних стилів, у тому числі раннє англо-саксонське мистецтво, вестготське мистецтво, північне мистецтво та меровінзьке мистецтво, всі з яких використовували звіриний стиль та геометричні мотиви, отримані з класичного мистецтва. В цей період звіриний стиль вже став набагато абстрактнішим, ніж у більш ранніх скіфському мистецтві або латенському стилі. Більшість витворів мистецтва були малими рухомими предметами, а вціліли переважно ювелірні вироби та роботи по металу, з геометричним або схематичним дизайном, часто чудово задуманим та виконаним, з малою кількістю людських фігур та відсутністю спроб щодо реалізму. Серед найкращих прикладів — поховальні предмети з Саттон Гу раннього англо-саксонського періоду.
Коли «варварські» народи були охрещені, ці впливи взаємодіяли з пост-класичною середземноморською християнською мистецькою традицією, і утворювались нові форми, як ілюміновані манускрипти, та монети, які намагалися копіювати римські провінційні монети та візантійські монети. Ранні монети, напр. «скіт» англ. sceat, показують, що їх розробникам було незвично зображувати голову у профіль і вони боролися з проблемою різними шляхами.
Щодо витворів мистецтва більшого розміру, існують згадування про англо-саксонські дерев'яні язичницькі статуї (всі втрачені), а у північному мистецтві традиція різьблених рунічних каменів пережила навернення народу у християнство. Кельтські пікти Шотландії також робили різьблення по каменю до та після християнізації, а виразна англо-саксонська та ірландська традиція зовнішніх великих різьблених хрестів може бути нащадком раніших язичницьких праць. Північне мистецтво пізніших сторіч у Скандинавії та частинах Британських островів включає роботи і з язичницького, і з християнського періодів та було одним з останніх спалахів цієї широкої групи стилів.

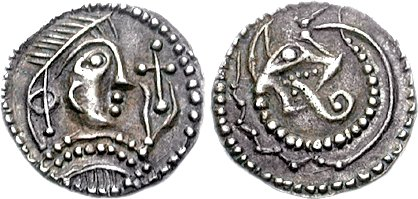
Англо-саксонський срібний "скіт", Кент, бл. 720 р. Голова з діадемою, тримає хрест; на звороті - змія з головою вовка.
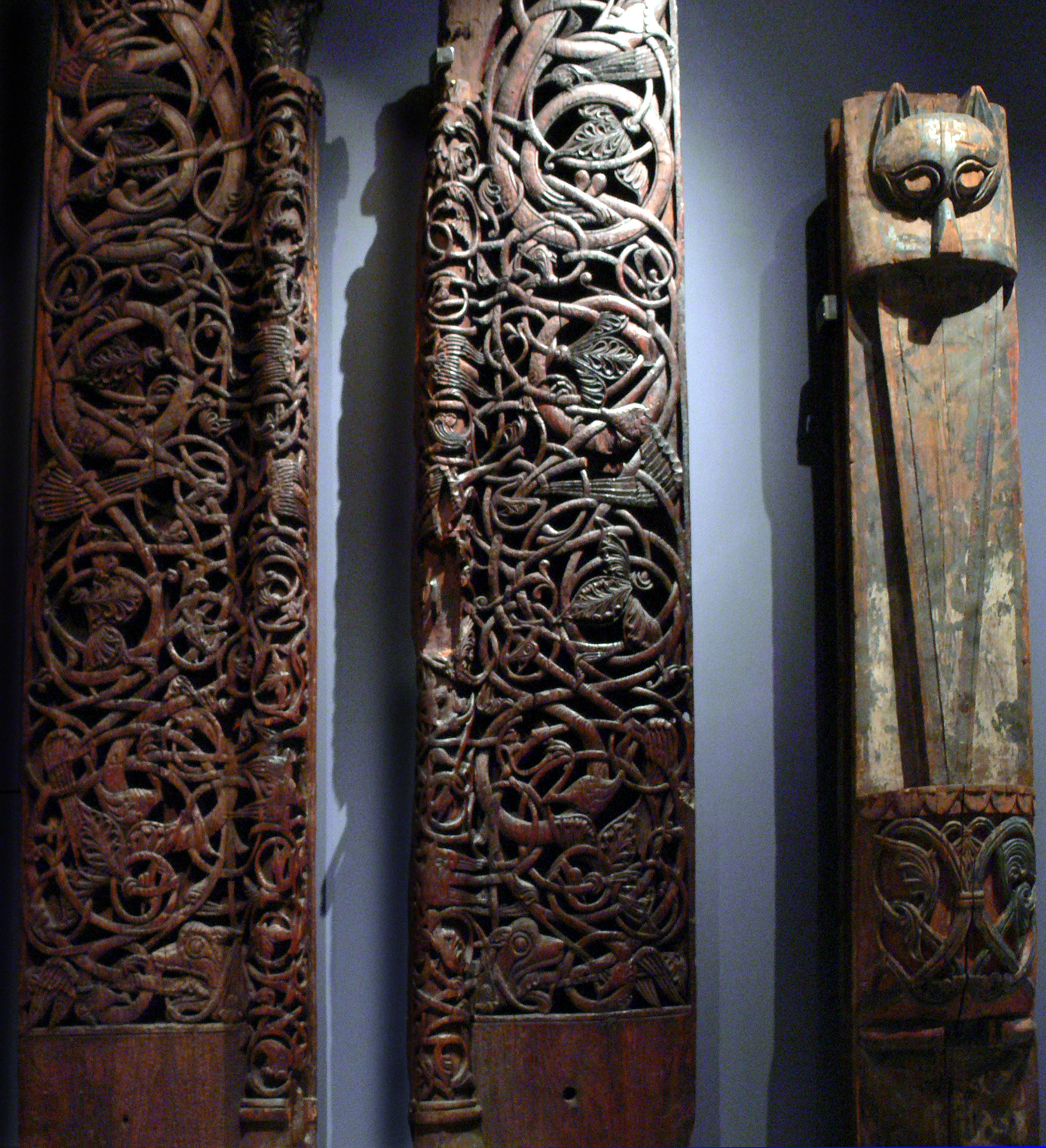
Частини норвезьких дверей, 12-те ст., Урнеський стиль
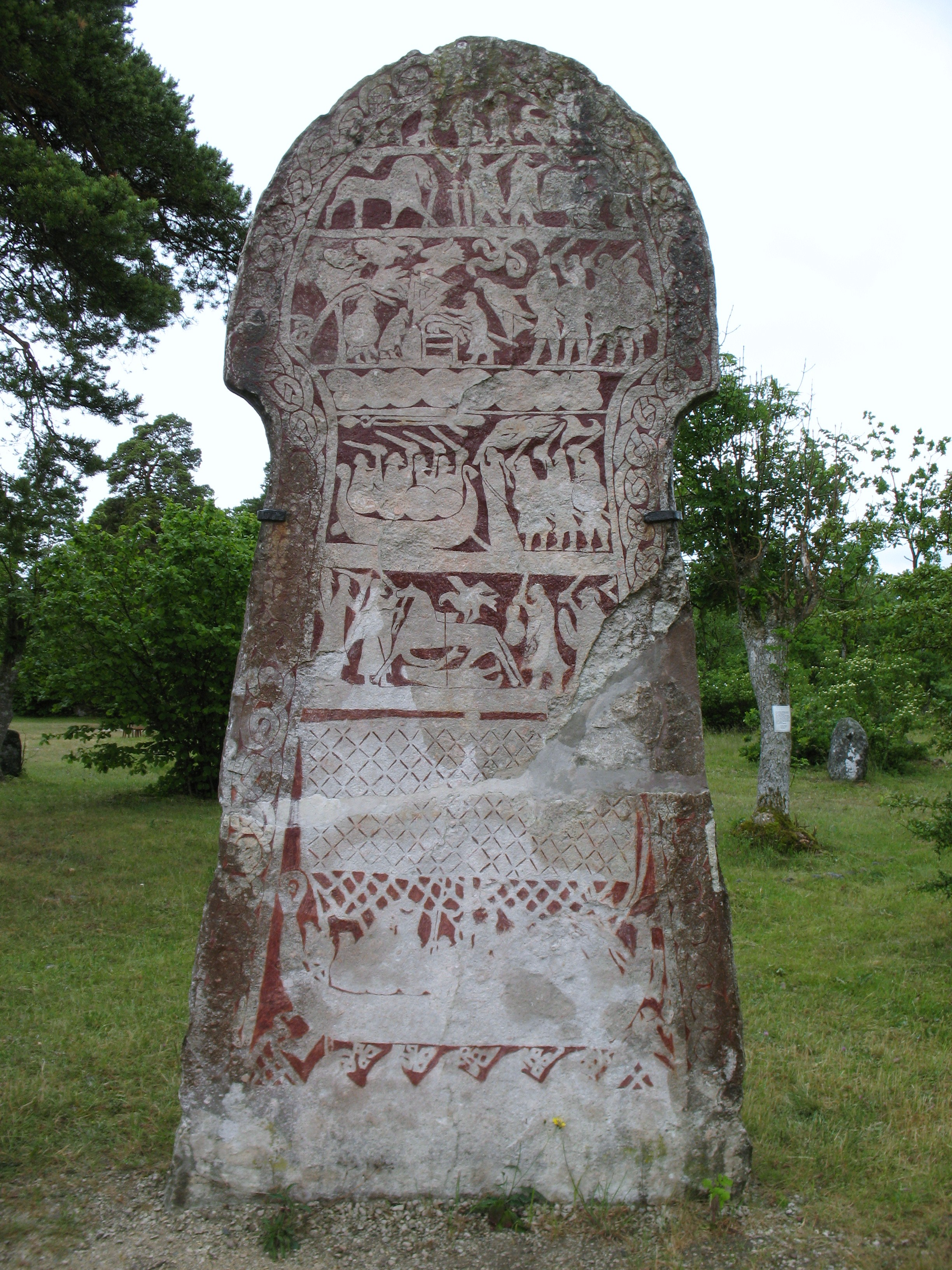
Камінь зі Швеції

## Острівне мистецтво

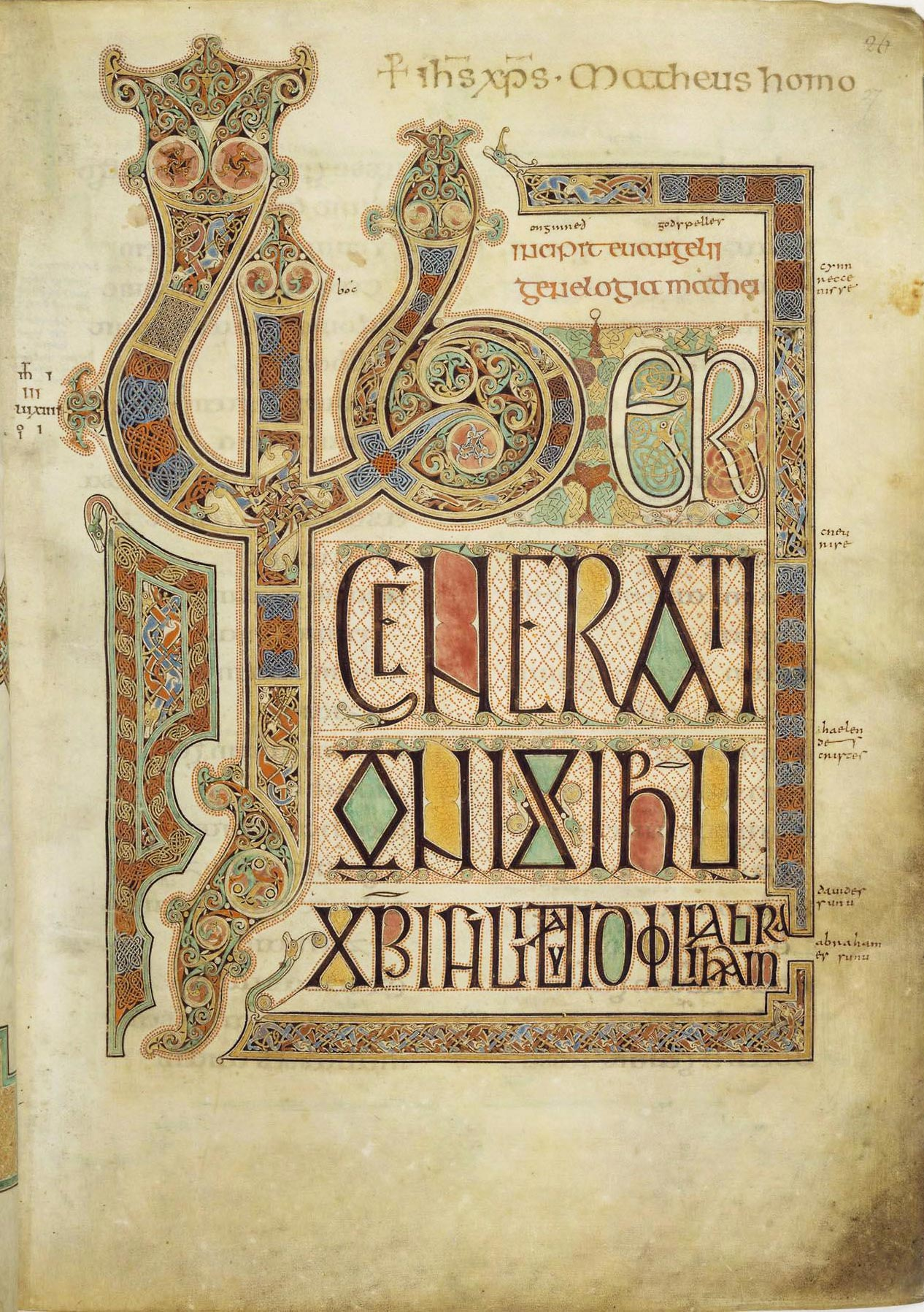
Ліндісфарнське євангеліє, Королівство Нортумбрія, бл. 715 року; декорація проникає у текст початку Євангелія від Матвія: «Liber generationis Jesu Christi filii David, filii Abraham».

Острівне мистецтво стосується виразного стиля, який існував у Ірландії та Британії десь з 7-го ст. по 10-те ст., в Ірландії навіть пізніше, та частинах Шотландії. Стиль був поєднанням традицій кельтського мистецтва, германського мистецтва періоду міграцій англо-саксонців та християнських форм книги, високих хрестів та літургічних робіт по металу.
Екстремально детальні геометричні, переплетені та стилізовані звірині орнаменти, з формами, запозиченими зі світських праць по металу, таких як броші, сміливо поширились у манускрипти, зазвичай євангелістарії як Келлська книга, з цілими килимовими сторінками, присвяченими таким орнаментами. Також відбувся розвиток великих декорованих буквиць з вписаними мініатюрами. У манускриптах було мало людських фігур — найчастіше портрети євангелістів — і вони були грубі, навіть коли намагалися точно слідувати зразкам Пізньої Античності.
Острівний стиль манускриптів був принесений на континент гіберно-саксонською місією, і його анти-класична енергія була дуже важливою у формуванні пізніших середньовічних стилів. У більшості манускриптів Пізньої Античності текст та оздоблення чітко відділялись, хоча деякі буквиці почали збільшувати і прикрашати, але в основних острівних манускриптах цілу сторінку деколи займали буквиця або перші декілька слів на початку Євангелія або інших секцій книги. Вільне право оздоблення «мандрувати» манускриптом мало великий вплив на романське та готичне мистецтво різних засобів.
Будівлі монастирів, для яких створювались острівні манускрипти, були досить малі та навіть дещо примітивні, особливо в Ірландії. Тому зростала кількість іншого оздоблення церков, де можливо — з дорогоцінних металів; вціліло декілька зразків, напр. чаша з Арди (Лімерік, Ірландія), а також значна кількість дуже орнаментальних та витончених ювелірних виробів для вищого світського класу, кельтські броші, які переважно носили чоловіки, серед яких найбільш видовищна броша з Тари (Ірландія).
«Франко-саксонська школа» — назва для школи ілюмінування пізнього каролінзького періоду у північно-східній Франції, особливістю якою були надвеликі буквиці, деколи у комбінації з фігуративними зображеннями, типовими для сучасних їм французьких стилів. «Найбільш витривала з каролінзьких стилів», ця традиція продовжувалась до 11 ст.
Гігантські буквиці

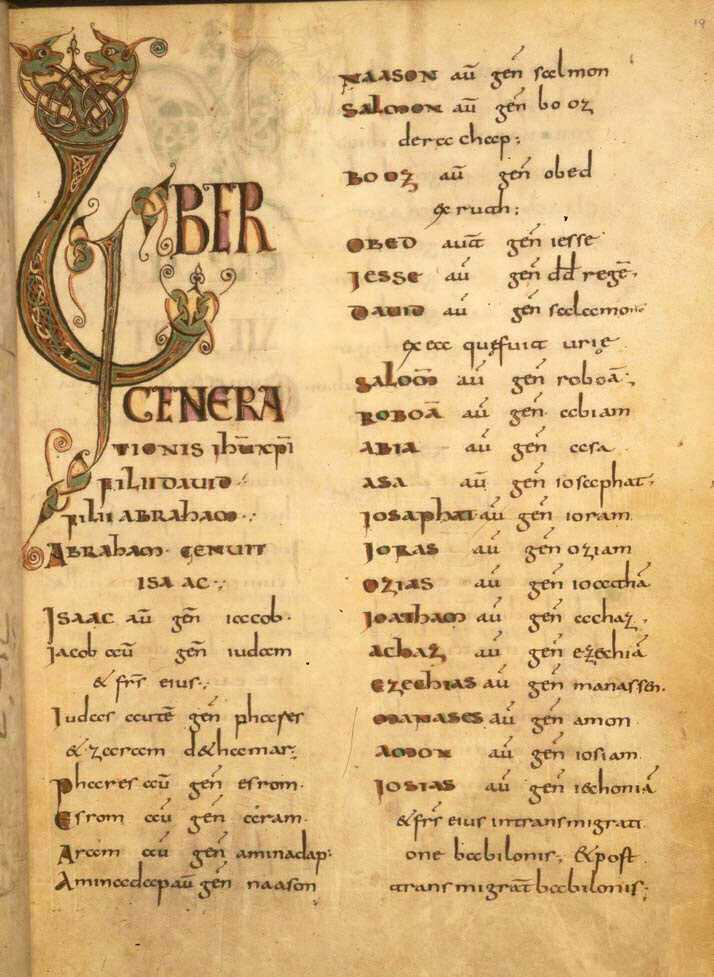
Каролінзька версія острівного стилю — порівняйте з "Liber generationis ..." вище.
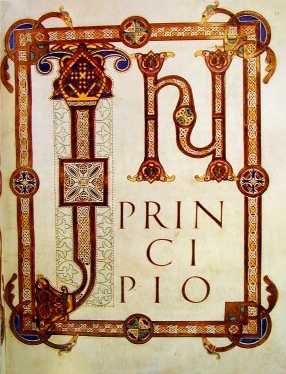
Франко-саксонське "In principio", 871-3 рр.
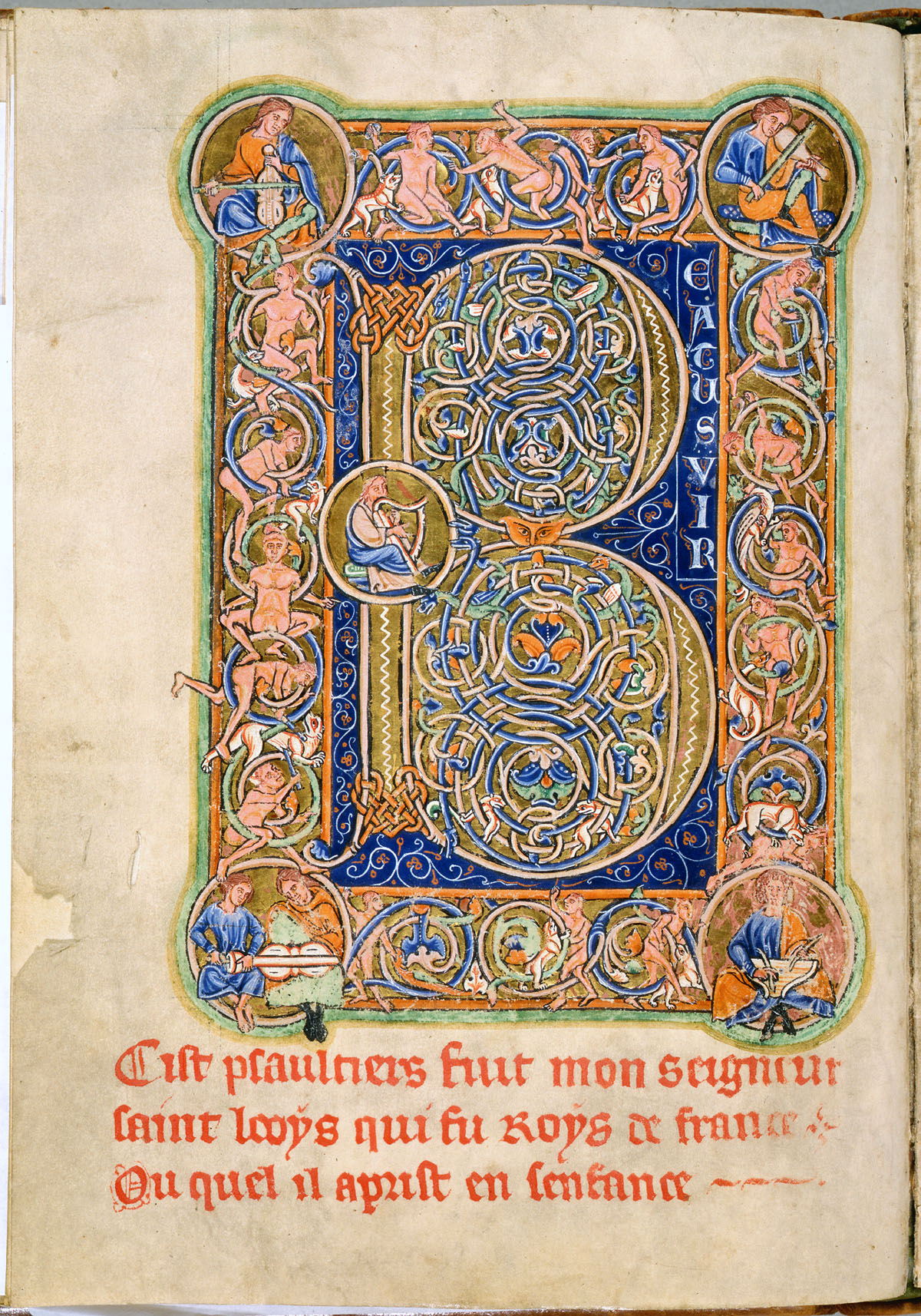
Романське плетіння, "заселене" фігурами, Англія, 1190–1200 рр.
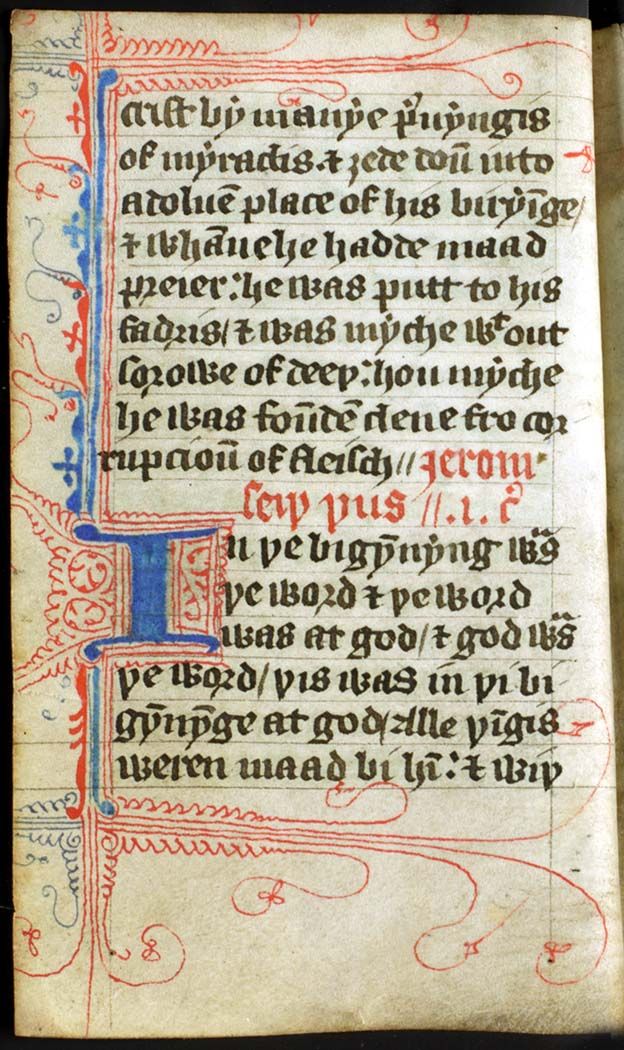
Типово готичний рукопис у неілюстрованій робочій копії Євангелія від Івана англійською, кінець 14-го ст.

## Вплив ісламського мистецтва

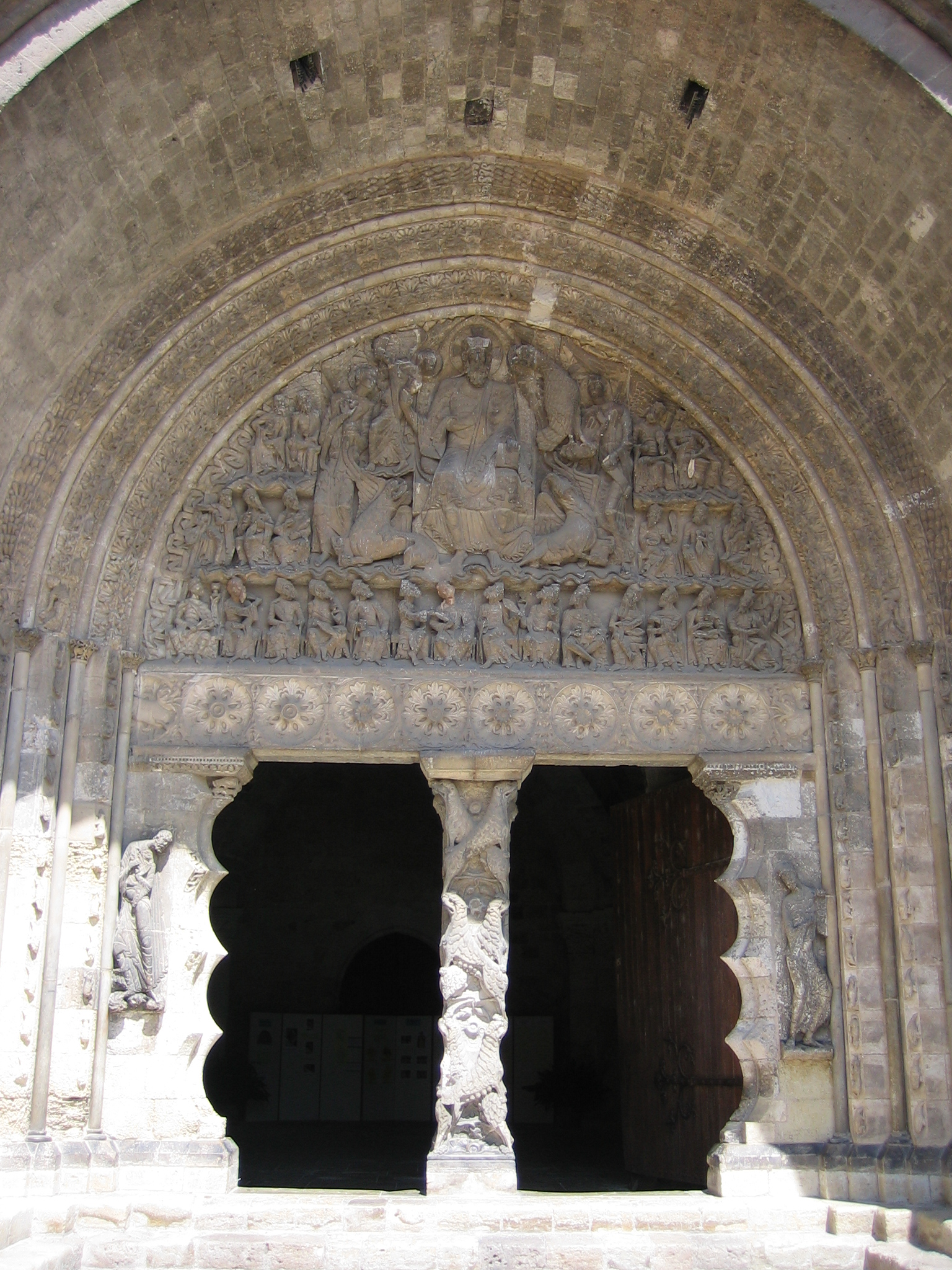
Романський портал у Муассаку

Ісламське мистецтво у Середньовіччі не є предметом цієї статті, але його зразки досить широко цінувались та імпортувались до Європи, а саме воно мало вплив на західне мистецтво. Ісламське мистецтво стосується багатьох мистецьких засобів, включно з каліграфією, ілюмінованими манускриптами, текстилем, керамікою, роботою по металу і склу, та охоплює мистецтво мусульманських країн того періоду на Близькому Сході, Північній Африці та ісламській Іспанії, однак самі митці не завжди були мусульманами. Так, виробництво скла протягом всього періоду залишалось єврейською спеціалізацією, а у Єгипті продовжувалось християнське коптське мистецтво, особливо протягом перших сторіч, коли воно підтримувало контакти з Європою. У ісламському мистецтві виділяють ранню стадію формування (бл. 600—900 рр.) та розвиток регіональних стилів починаючи з 900 року. Для раннього ісламського мистецтва характерним було використання майстрів мозаїки та скульпторів, тренованих у візантійській та коптській традиціях. Замість фресок, ісламське мистецтво використовувало розфарбовані кахлі (найранніший приклад — з 862-3 у мечеті Укба в Кайруані, сучасний Туніс), що також поширилось на Європу. На думку Джона Раскіна, Палац дожів у Венеції містить «три елементи у рівних пропорціях  — римський, лангобардський та арабський. Це центральна будівля світу. … історія готичної архітектури — це історія набуття північними роботами витонченості та духовності під її впливом».
В різні періоди ісламські правителі контролювали частини південної Італії, більшість сучасних Іспанії та Португалії, і Балкани, на всіх з них залишалась значна частина християнського населення. Християнське хрестоносці схоже правили мусульманським населенням. Мистецтво хрестоносців є переважно гібридом католицького та візантійського стилів з деяким ісламським впливом, а от мозарабське мистецтво християн Аль-Андалусу має суттєвий вплив ісламського мистецтва. Ісламський вплив можна прослідкувати і в основних стилях середньовічного західного мистецтва, наприклад у романському порталі в Муассаку (південна Франція), на якому видно декоративні елементи (фігурні елементи дверного отвору, круглі прикраси на перемичці над ним), а також скульптуру «Христа Величного» (лат. Maiestas Domini), оточеного музикантами, яка стане поширеною сценою західних зображень Раю, але ймовірно запозичена з зображень ісламських правителів у їх дивані. Для ісламського мистецтва, на відміну від більшості західного, були важливіші каліграфія, орнамент та декоративно-прикладне мистецтво.
Андалузійська (або іспано-маврська) кераміка була вперше вироблена у Аль-Андалусі, але вважається, що мусульманські гончарі пізніше мігрували до території християнської Валенсії, де вони виробляли товари, які експортувалися до християнських еліт по всій Європі; інші види ісламських предметів розкоші, в першу чергу шовкові текстилі та килими, надходили з в цілому багатшого східного ісламського світу (хоча ісламські торгові канали в Європу на захід від Нілу багатшими не були), а багато з них проходили через Венецію. Однак, більшість предметів розкоші королівських дворів, такі як шовк, слонова кістка, дорогоцінні камені, імпортувались в Європу у незавершеній формі, а кінцевий продукт з них створювали місцеві середньовічні митці на своє власне уявлення про «східні» товари. Як правило, «східні» предмети мистецтва не мали зображень релігійних сцен та були прикрашені орнаментом, і тому легко сприймались заходом, а наприкінці Середньовіччя була мода на псевдо-куфічну імітацію арабського письма, яка у західному мистецтві використовувалась з декоративною метою.

## Дороманське мистецтво

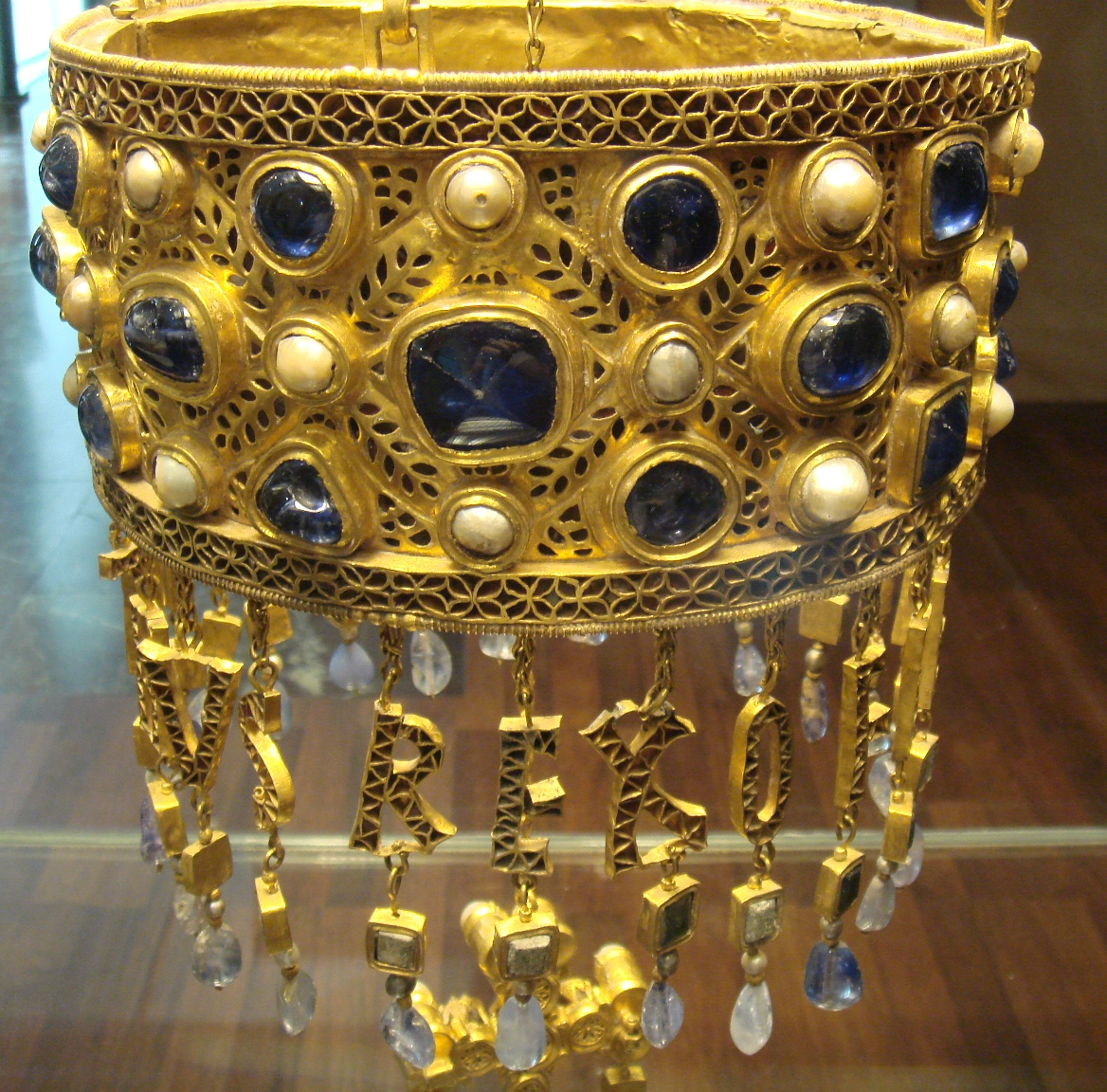
Деталь вотивної корони часів вестготської Іспанії, до 672 року. Частина скарбу Гуарразар.

Дороманське мистецтво позначає архітектуру та певною мірою образне та рухоме мистецтво, які спочатку розвинулись у Південній Європі (Іспанії, Італії та півдні Франції) між періодом Пізньої Античності та початком романського періоду в 11 ст. Північно-європейське поступово стало частиною цього руху після християнізації, по мірі асиміляції пост-класичних стилів. Каролінзьке мистецтво імперії Франків, особливо у сучасній Франції та Німеччині починаючи з 780—900 років, отримало назву за іменем Карла Великого та було мистецтвом придворного кола та декількох монастирських центрів під імперським патронатом, які свідомо прагнули відновити «римські» стилі та стандарти як належно новій Західній Імперії. У деяких каролінзьких центрах також народились експресивні стилі, видимі у таких працях як Утрехтський псалтир та Євангеліє Еббона. Християнська монументальна скульптура також вперше відома саме з цього періоду, а зображення людської фігури у наративних сценах набуло впевненості у північному мистецтві. В межах каролінзької архітектури вперше були створені будівлі, схожі за розмірами на античні, а також винайдено вестверк та інші архітектурні інновації.
Після колапсу династії був певний період занепаду мистецтва до моменту, коли нова династія сприяла його відродженню як оттонське мистецтво Німеччини, яке знову концентрувалось довкола королівського двору та декількох монастирів. Це мистецтво рухалось до великої експресивності через прості форми, які досягають монументальності навіть у таких малих предметах, як рельєфи зі слонової кістки та мініатюри манускриптів; найвидатнішою була школа Райхенау, напр. «Перископи Генриха II» (1002—1012 рр.).
Пізніше англо-саксонське мистецтво Англії (починаючи з бл. 900 р.) було експресивне іншим чином, з схвильованими фігурами і навіть драпіруванням, що можливо найкраще показано в багатьох пір'яних малюнках манускриптів. Мозарабське мистецтво християнської Іспанії мало сильний ісламський вплив та  повну відсутність інтересу до реалізму в його яскраво розфарбованих мініатюрах, де фігури представлялись у вигляді повністю пласких орнаментів. Обидва останні стилі мали вплив на формування у Франції романського стилю.

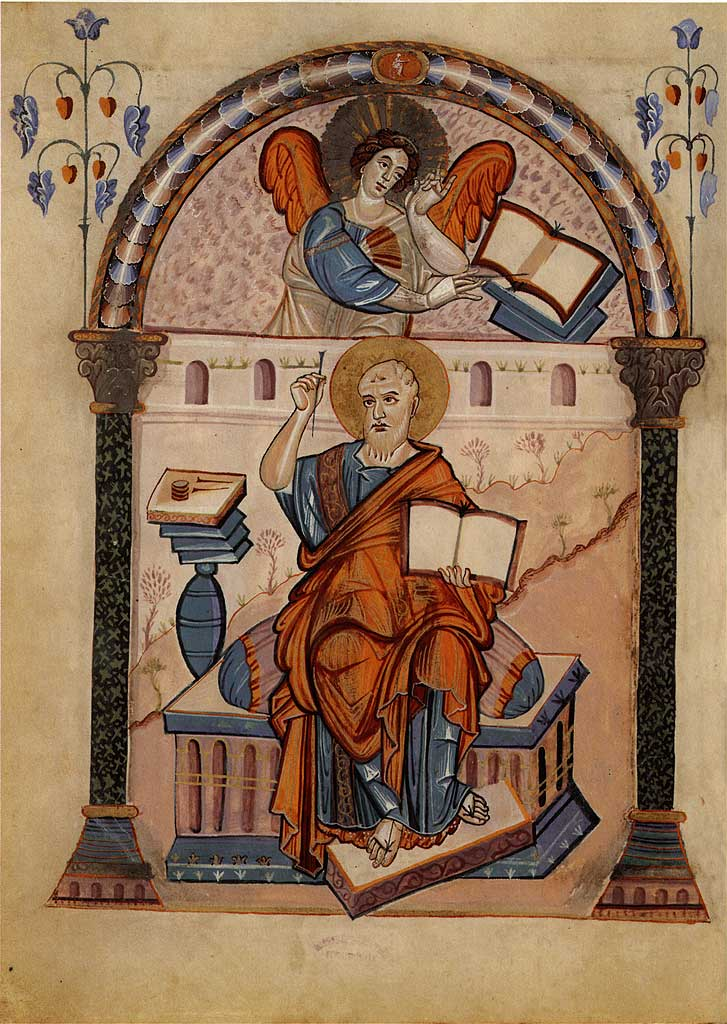
Каролінзький портрет євангеліста (Золотий кодекс з Лорша) на основі зразка Пізньої Античності, кінець 8-го ст.
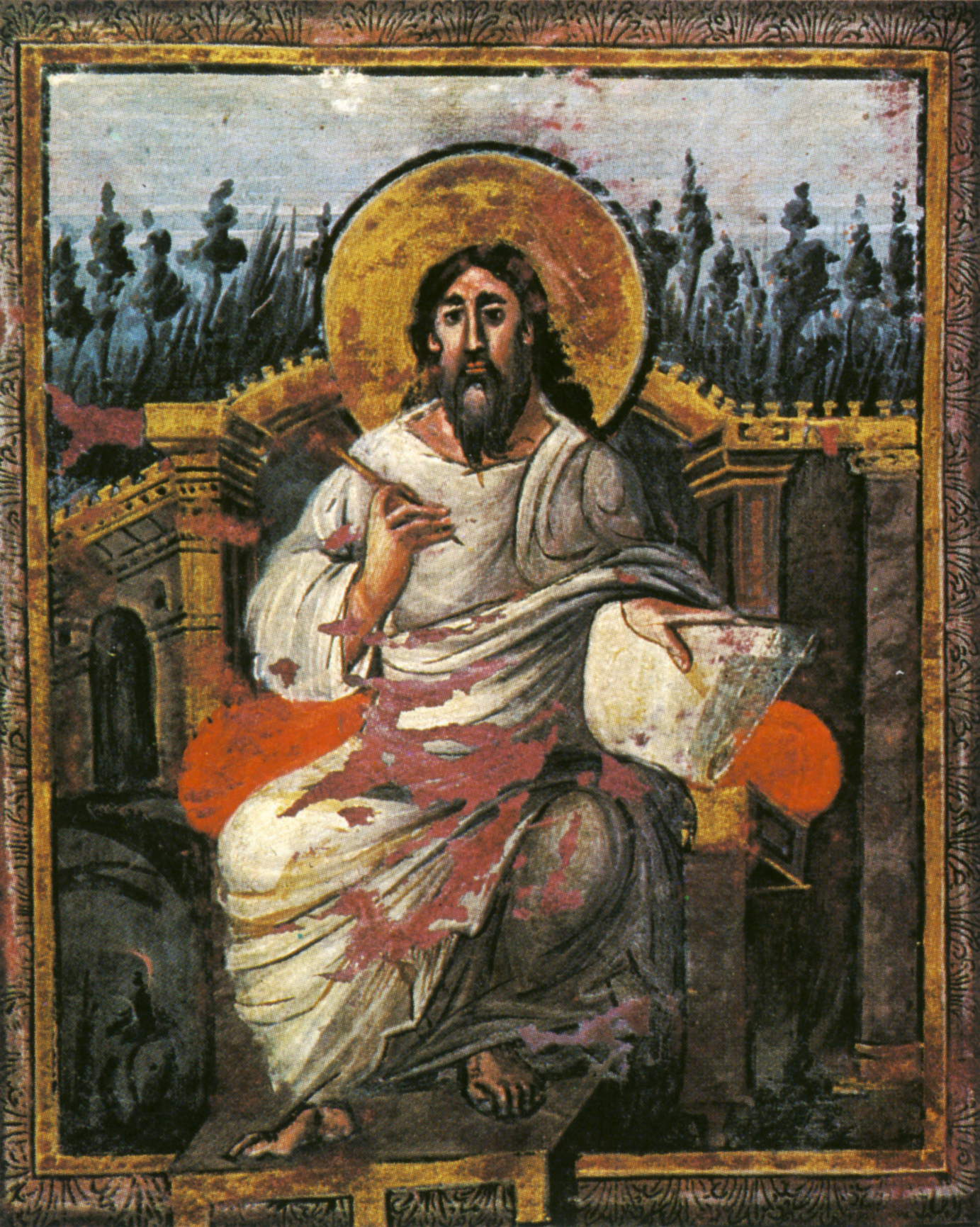
Інший каролінзький портрет євангеліста у грецькому/візантійському стилі реалізму, ймовірно написаний грецьким митцем, кінець 8-го ст.
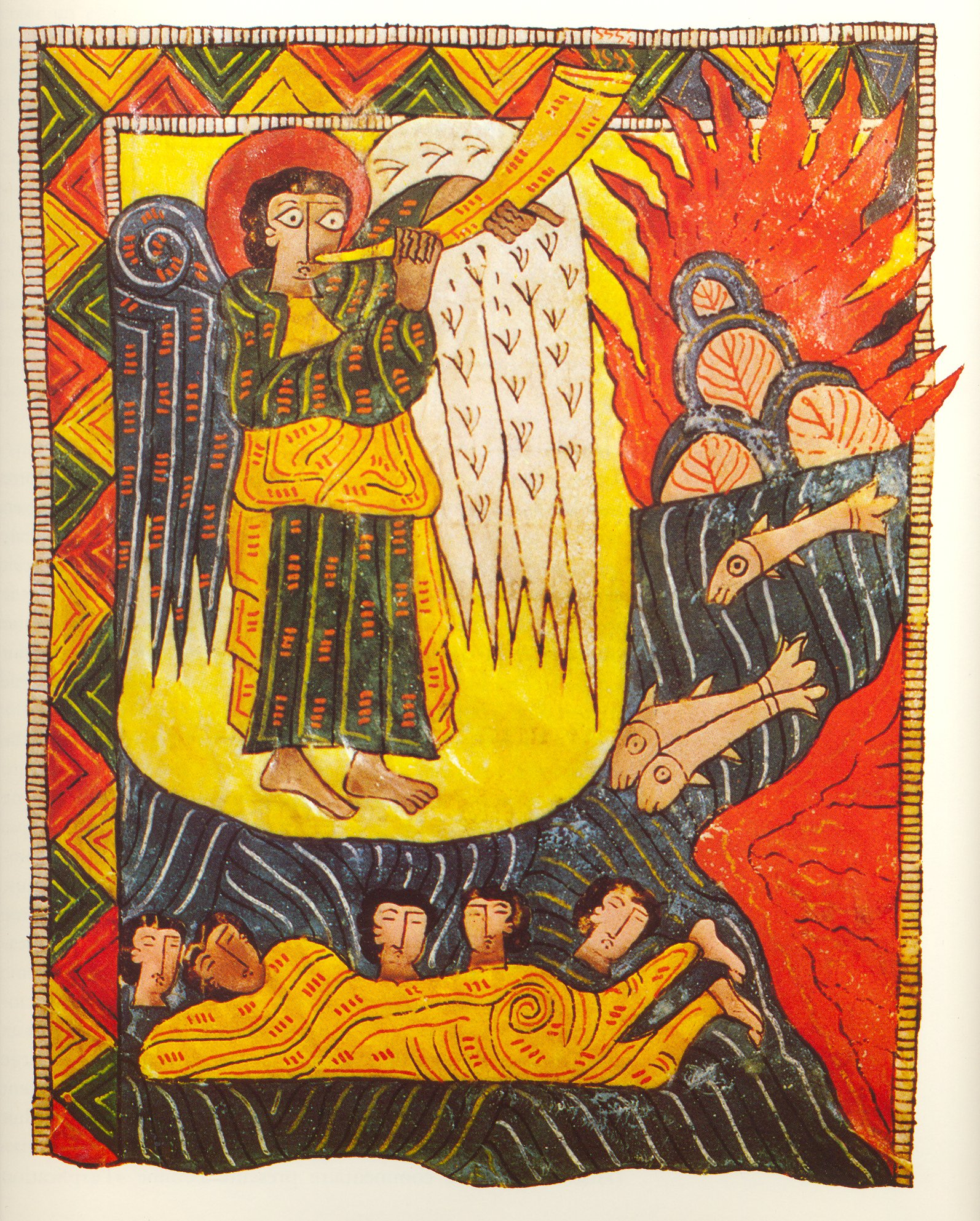
Мозарабська мініатюра Беатуса, кінець 10-го ст.
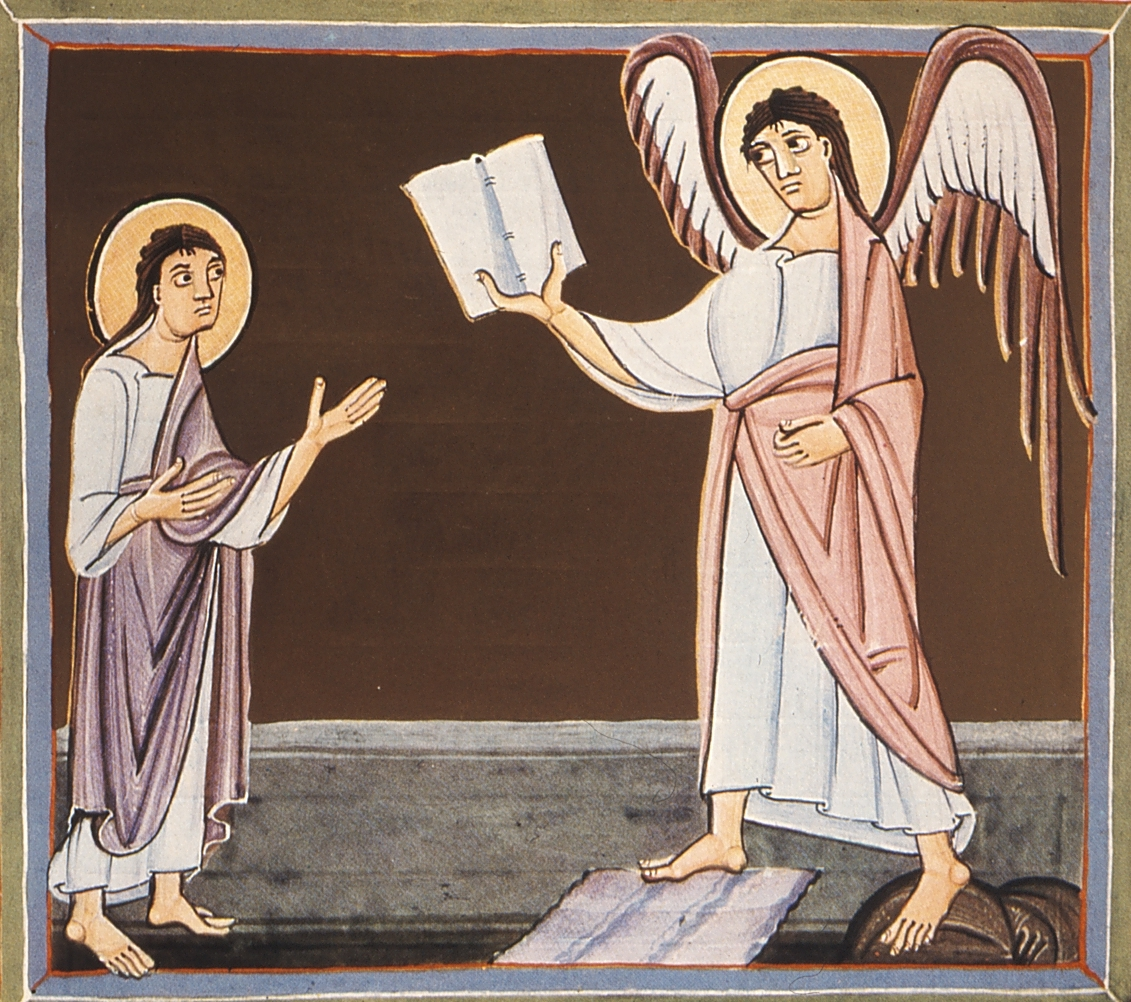
"Бамберзький апокаліпсис", школа Райхенау, досягає монументальності на маленькому масштабі. 1000–1020 рр.

## Романське мистецтво

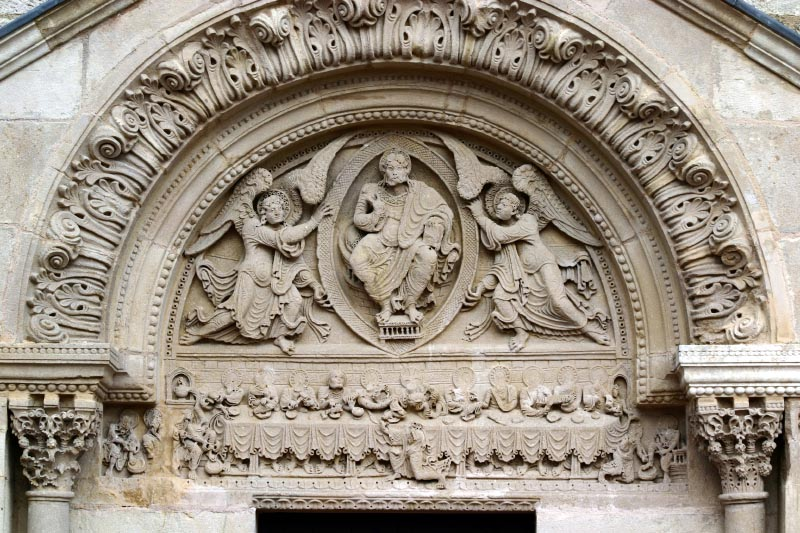
Тимпан у Сен-Жульєн-де-Жонзі, середина 12-го ст.. «Христос Величний» вгорі та «Тайна вечеря» внизу.

Романське мистецтво тривало у період між бл. 1000 роком до початку готики у 12-му ст., та було пов'язано зі зростанням монашества у Західній Європі. Стиль початково зародився у Франції, але поширився на християнську Іспанію, Англію, Фландрію, Німеччину, Італію та інші території, ставши першим середньовічним стилем, який поширився всією Європою, хоча і з регіональними відмінностями. Зародження стилю збіглося зі значним зростанням будівництва церков та збільшенням розміру соборів і основних церков; багато з них у наступні періоди були перебудовані, але часто у романський період мали майже той самий розмір, що і сьогодні. В романській архітектурі домінували товсті стіни, масивні структури, що сприймались як єдина органічна форма, склепінчасті дахи та закруглені вікна та арки.
У цих будівлях важливу роль відіграє фігуративна скульптура, яка початково була різнокольорово розфарбована, що була частиною капітелів колон, розташована довкола вражаючих порталів, зазвичай концентруючись на тимпані над головними дверима, як у абатстві Везле та соборі та Отенському соборі. Рельєфи все ще були значно поширенішими за окремо стоячі кам'яні скульптури, але романські рельєфи стали значно глибшими і деякі їх елементи були повністю від'єднані від стіни за ними. Також стали важливими великі різьблення, особливо розфарбовані дерев'яні розп'яття (як хрест Геро з самого початку періоду) та скульптури Діви Марії як Золота Мадонна з Ессену. Королівські особи та вище духовенство почало замовляти скульптури у людський зріст для надгробків. В деяких церквах існували масивні бронзові двері, прикрашені панелями з наративними рельєфами, наприклад Гнезненські ворота або двері собору у Гільдесгаймі, «перші декоровані бронзові двері, виплавлені на Заході одним шматком з Римських часів» та певно найкращі аж до часів Відродження.
Більшість церков містили велику кількість фресок; типова схема складалась з таких фресок: «Христос Величний» на східному (вівтарному) кінці, «Страшний суд» на західному кінці, над дверима, а сцени «Життя Христового» розташовувались навпроти типологічно відповідних сцен зі Старого Заповіту на стінах нав. «Найбільша вціліла пам'ятка романських фресок», значно менша від її початкового обсягу, знаходиться у церкві абатства Сен-Савен-сюр-Гартамп поблизу Пуатьє (Франція), де до цього часу фрески можна побачити на закругленому склепінні нави, у крипті, портику та деяких інших місцях. Схожий цикл у Сан-Анжело-ін-Форміс у Капуї в південній Італії, створений візантійськими художниками та їх італійськими учнями, ілюструє, що на той час у більшості Італії продовжував домінувати вплив візантійського стилю.

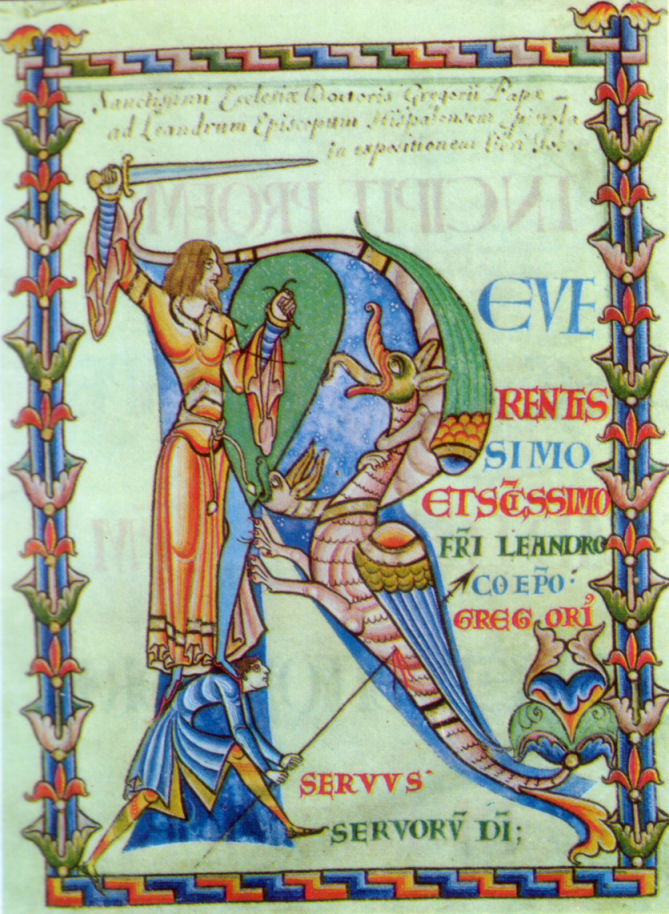
Французька буквиця з теологічного манускрипту з вписаним малюнком чоловіків, які вбивають монстра. 1110—1115 рр.

Романська скульптура та живопис часто дуже жваві та експресивні, а також дуже винахідливі в іконографії (тобто, які суб'єкти обрані і як з ними поводяться). Хоча романське мистецтво поглинуло багато рис класичного, романські митці рідко намагалися досягти класичного ефекту (крім можливо мааської школи). Через те, що тепер мистецтво бачила більша частина населення, та через виклики нових єресей, мистецтво ставало більш дидактичним, а місцеві приходські церкви — «бібліями бідних людей». Одночасно популярними темами стали гротексні чудовиська та монстри і битви між ними, яким ледве надавали релігійного змісту. Це роздратувало Бернарда Клервоського, який відомо засудив такі відволікання у монастирях:
Але у монастирі, на виду у монахів, що читають, яка мета цього безглуздого жахіття, дивного виду безформенності у формі? Навіщо ці неприємні мавпи, ці загрозливі леви, ці монстри-кентаври, навіщо ці напівлюди, ці плямисті тигри, ці солдати у битві, мисливці, які дмуть у горн? … Якщо коротко, всюди існує така різноманіття та розмаїття дивних форм, що ми можемо надавати перевагу читанню фресок, а не книг.
Можливо він бачив мініатюру зліва, яка була створена у абатстві Сіто незадовго до того, які молодий Бернард був переведений звідти у 1115 році.
Під час романського періоду типологія стала домінуючим підходом у теологічній літературі і мистецтві для інтерпретації Біблії, де події Сталого Заповіту вбачали як прообрази аспектів життя Христового, і їх показувати у парі з відповідним епізодом Нового Заповіту. Часто іконографія сцени Нового Заповіту базувалась на традиціях та зразках, яка походили з Пізньої Античності, а от іконографію Старого Заповіту через відсутність прецедентів довелось вигадувати в цей період. Були розроблені нові теми, такі як дерево Єссея, і більш прийнятним стало зображення Бога-Отця.
Переважна більшість вцілілого мистецтва того періоду є релігійним. Мааське мистецтво було найбільш витонченим регіональним стилем романіки, з якого збереглися чудові роботи по металу, часто у поєднанні з емаллю, а також елементи класицизму, рідкісні в романіці, наприклад Льєзька купіль чи Рака Трьох Королів у Кельнському соборі, яка є однією з вцілілих робіт Ніколаса Верденського, відомого майстра у північно-західній Європі того часу.
У романському періоді вітражі стали значущою формою мистецтва, хоча їх вціліло дуже мало. Серед ілюмінованих манускриптів новим фокусом для інтенсивного оздоблення стала Біблія, хоча Псалтир продовжував залишатись важливим. У західне мистецтво ввійшов сильний наголос на страждання Христа та інших святих фігур, риса, як суттєво вирізняє західне мистецтво і від візантійського, і від класичного мистецтва протягом всього Середньовіччя. Хрест Геро (965—970 рр., на межі між оттонським та романським мистецтвом) вважається першою роботою, яка це продемонструвала.
Наприкінці романського періоду в теології, літературі та мистецтві почалось зростання наголосу на Діві Марії, який досяг максимуму в готичному періоді.

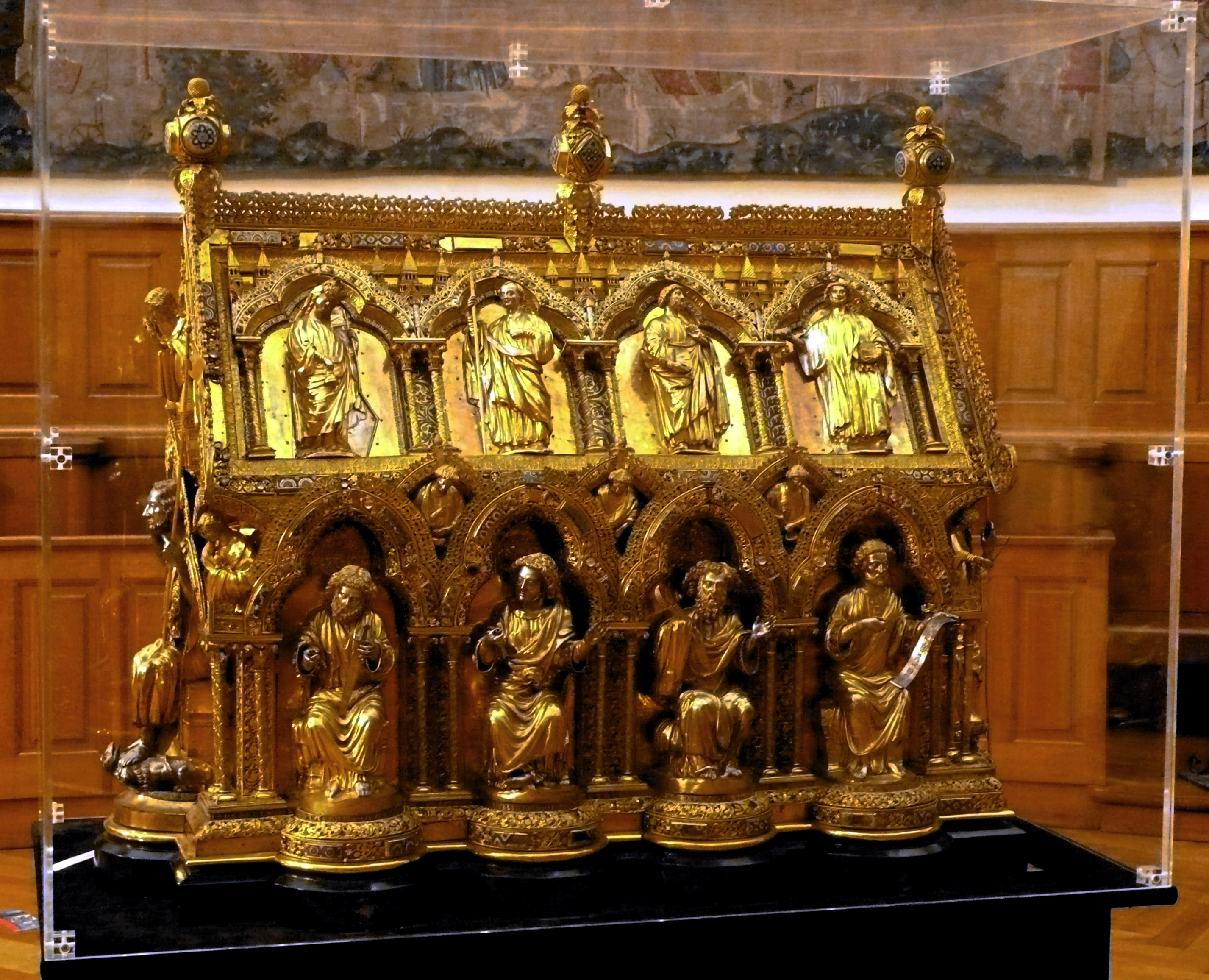
Класицизм мааської школи; релікварій роботи Ніколаса Верденського у Турне, 1205 р.
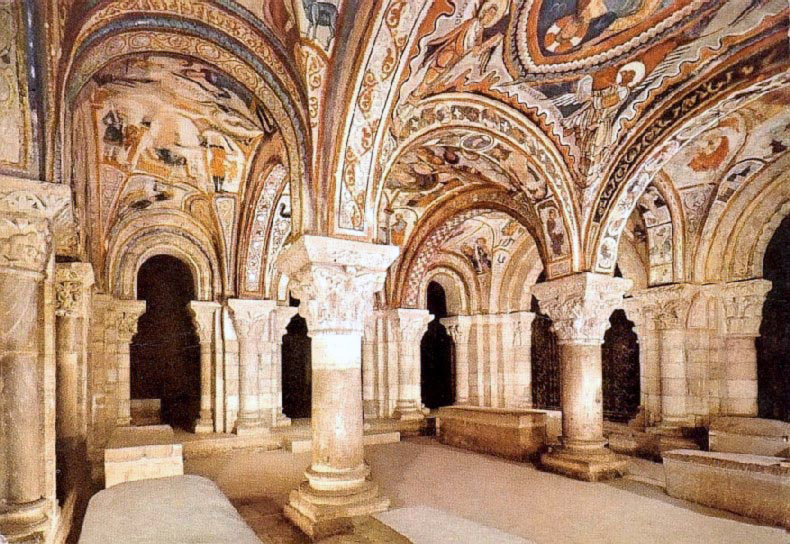
Романські фрески. Королівський пантеон (крипта) базиліки Ісидора Севильського, Леон, Іспанія
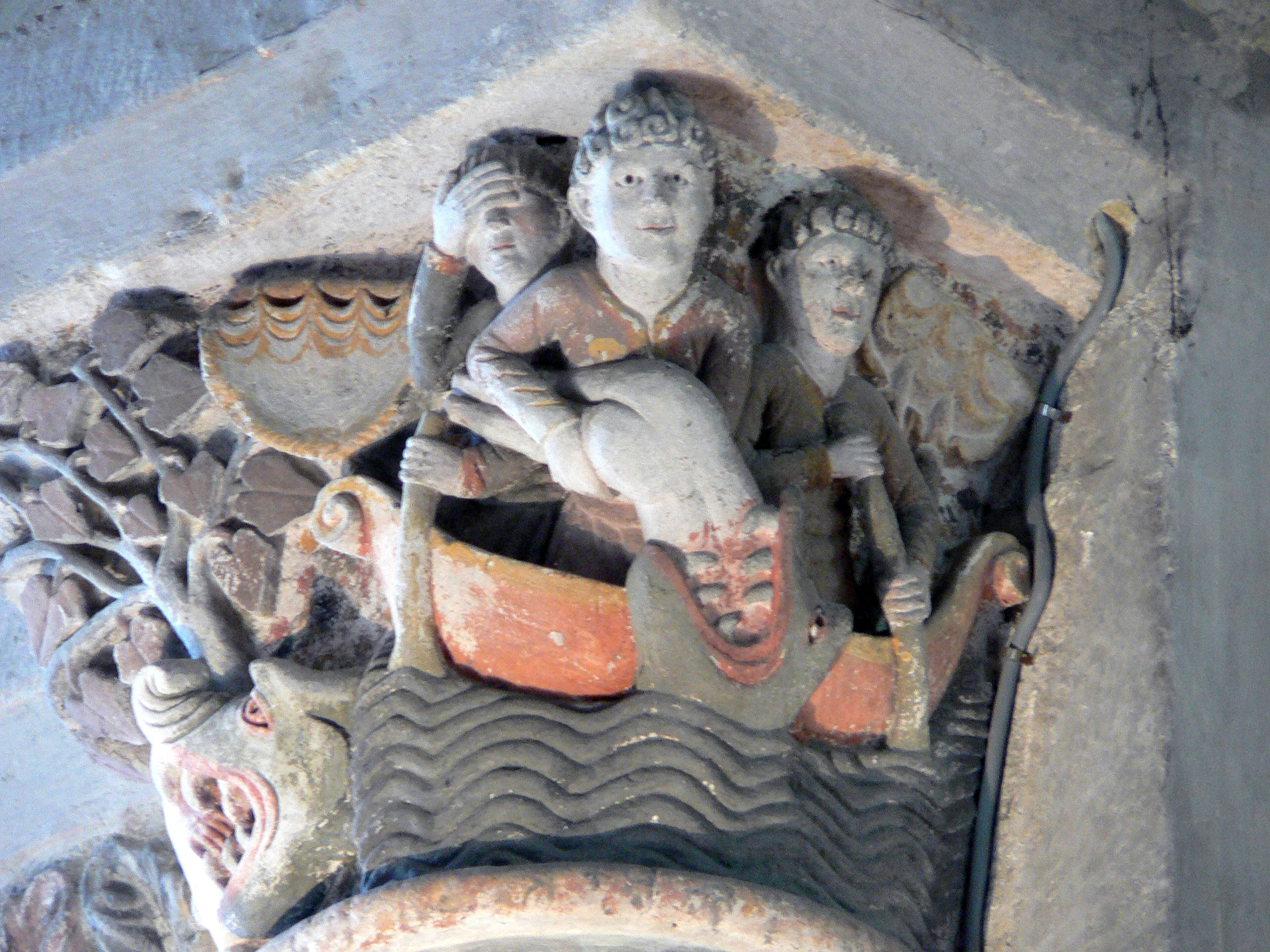
"Кит ковтає Іову", капітель в нефі абатства Мози
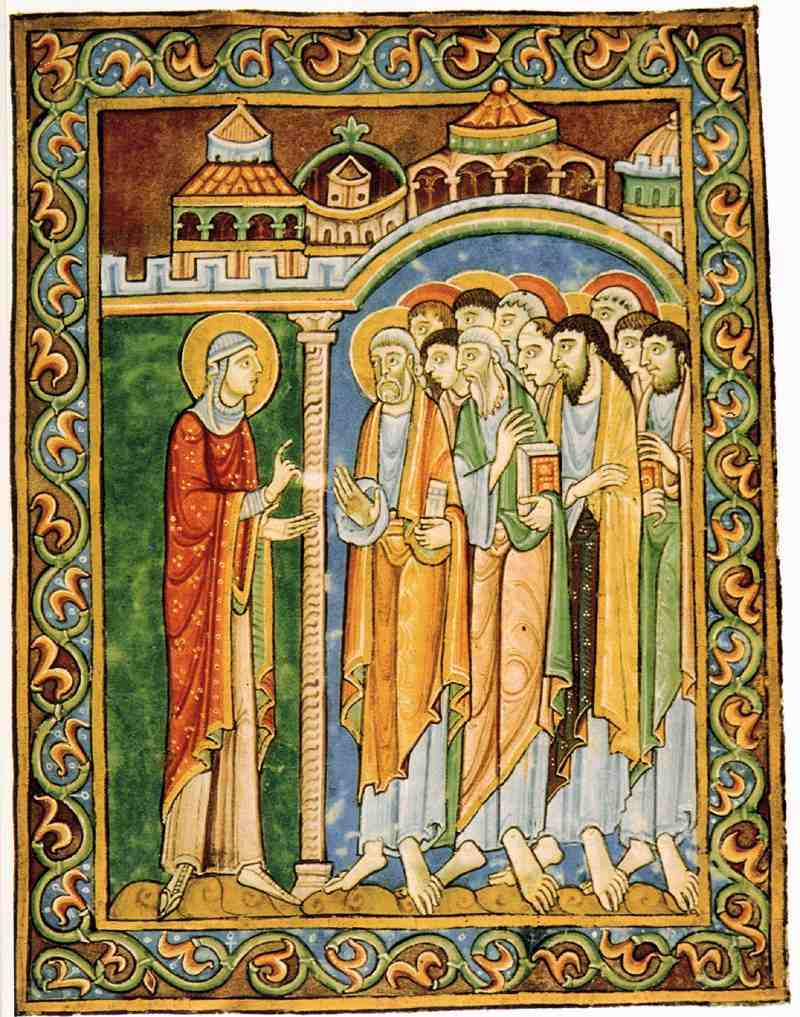
"Марія Магдалина повідомляє апостолів про воскресіння Христа", псалтир Св.Албана, Англія, 1120–1145.

## Готичне мистецтво

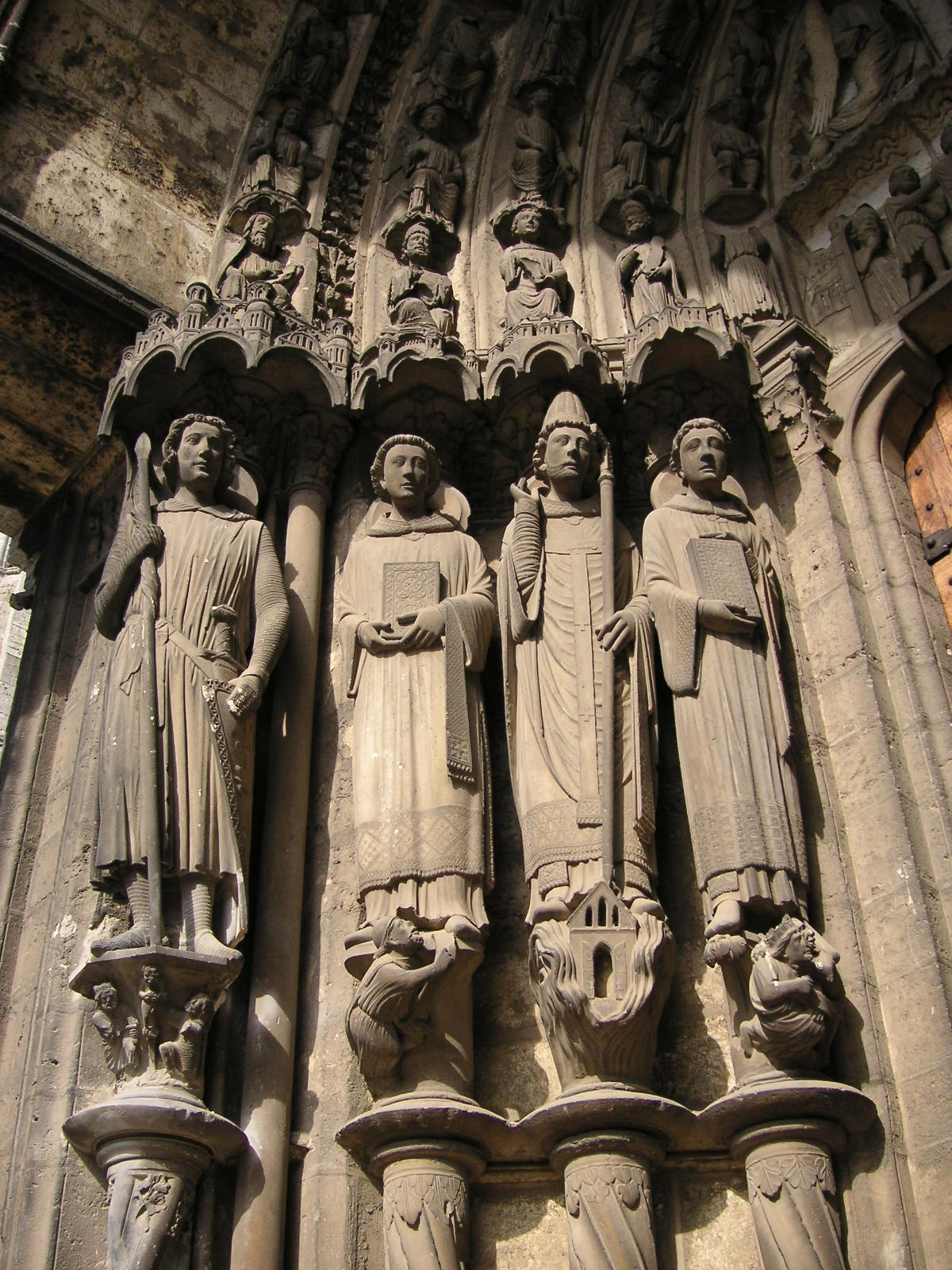
Кафедральний собор Богоматері (Шартр), бл. 1220 р.; найкраща скульптура Високої Готипи в цілому заново відкрила мистецтво зображення натуралістичних фігур.

Готичне мистецтво є досить змінним терміном в залежності від виду мистецтва, місця та часу. Сам термін походить від готичної архітектури, яка розвинулась у Франції десь з 1137 року з відбудовою церкви абатства Сен-Дені. Як і в романській архітектурі, скульптура була невід'ємною частиною стилю, з навіть більшими порталами та іншими фігурами на фасадах церков, які були місцем розташування найбільш значущої скульптури аж до кінця періоду, коли великі різьблені вівтарні картини та запрестольні образи, переважно з розфарбованого та позолоченого дерева, стали важливим фокусом багатьох церков. Готичний живопис з'явився не раніше 1200 року (хоча дата появи має багато визначень), відділившись від романського стилю. Готичний стиль скульптури з'явився у Франції бл. 1144 року та поширився по Європі, ставши на 13 сторіччя міжнародним стилем, замінивши романіку, хоча у скульптурі та живописі перехід був не такий різкий, як в архітектурі.
Більшість романських соборів та великих церков були замінені готичними будівлями, принаймні в місцях, де відбувався економічний зріст того періоду, і зараз вцілілу романську архітектуру можна побачити в регіонах, які на час готики були відносно в занепаді, наприклад у багатьох південних регіонах Франції та Італії або у північній Іспанії. Нова архітектура дозволяла значно більші вікна, а мистецтво вітражів досягло якості, яка вже не була перевищена, і у свідомості пересічної людини асоціюється саме з готикою, хоча церкви, де збереглися майже всі оригінальні вітражі, надзвичайно рідкісні, напр. Церква Сент-Шапель (Париж) в Парижі. У Британії такі приклади відсутні.
Більшість готичних фресок також не збереглися, хоча в той період залишались дуже поширеними, але у приходських церквах виконувались досить грубо. Фрески часто також існували у світських будівлях, хоча королівські особи надавали перевагу значно більш дорогим гобеленам, які вони возили за собою при переміщенні з одного свого замку до іншого або навіть брали з собою на війну — найкраща колекція текстилю Пізнього Середньовіччя походить зі швейцарської здобичі у Битві при Нансі, коли вони перемогли та вбили герцога Бургундії Карла Сміливого і захопили його повозки з багажем

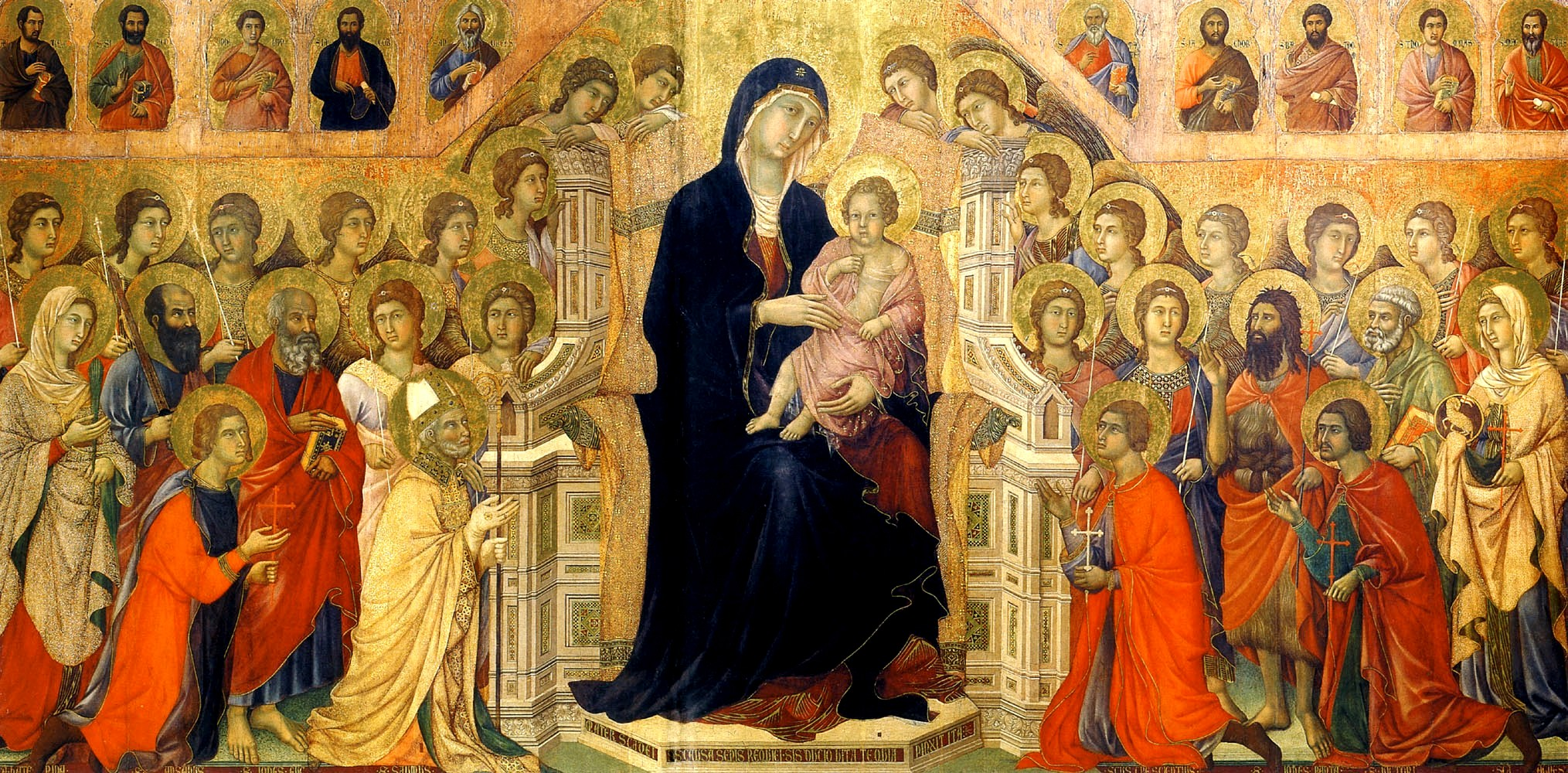
Центральна панель величезної вівтарної картини «Маєста» (Величність) для Сієнського собору роботи Дуччо ді Буонінсенья.

Як згадано у попередньому розділі, готичний період збігся зі значним зростанням наголосу на Діві Марії, і саме в цей період «Мадонна з Дитям» стали ознакою католицького мистецтва. Святих також почали зображати частіше, і були створені багато атрибутів, щоб допомогти візуально відрізняти їх один від одного в цілому неграмотній пастві.
В цей період вперше важливим став станковий живопис для вівтарних картин, часто поліптихів, та менших праць. До того часу ікони на дерев'яних панелях були значно більш поширені у Візантійській імперії, ніж на Заході, хоча з записів відомі багато зараз втрачених західних панелей з раніших періодів. Спочатку західні художники по панелях переважно були під впливом візантійських зразків, особливо в Італії, звідки походять найбільш ранні зі збережених західних зразків. Процес створення окремого західного стилю був розпочатий Чімабуе та Дуччо ді Буонінсенья, а завершений Джотто ді Бондоне, який традиційно вважається початком розвитку живопису Відродження. Більшість  станкових картин однак залишались більш консервативними, ніж мініатюри, частково тому, що виставлялись перед широким загалом.

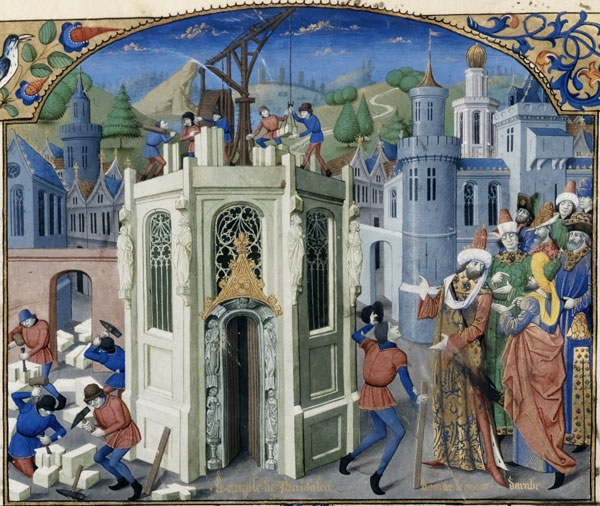
«Відбудова Єрусалимського храму», бургундська мініатюра, бл. 1460 р.

Термін інтернаціональна готика позначає придворне готичне мистецтво в періоді приблизно між 1360 до 1430 роками, після якого готичне мистецтво починає зливатися з мистецтвом Відродження, яке почало формуватися в Італії в часи Треченто з поверненням до класичних принципів композиції та реалізму; скульптор Нікола Пізано та художник Джотто ді Бондоне вважаються особливо формативними фігурами. «Розкішний часослов герцога Беррійського» є одним з найкращих відомих робіт інтернаціональної готики. Перехід до Відродження відбувався в різний час в різних місцяї — ранній нідерландський живопис та італійський художник Пізанелло перебувають між цими двома стилями. За межами Італії стилі Відродження спочатку з'явились у деяких роботах при дворі та в багатих містах, а в решті територій за межами цих центрів інновацій ще декілька десятиріч продовжувались пізні готичні стилі. Кінцеву точку в готиці часто поставила протестантська Реформація (на охоплених нею територіях), оскільки готика асоціювалась з католицизмом.
Винахід належно заснованої на математиці системи лінійної перспективи є визначальним досягненням італійського Відродження початку 15 ст. у Флоренції, але вже готичне мистецтво добре просунулось у натуралістичному зображенні відстані та об'єму (хоча зазвичай і не вважало їх необхідними рисами твору, якщо вони вступали у конфлікт з іншими цілями), а скульптура пізньої готики ставала все більш натуралістичною. У бургундській мініатюрі середини 15-го ст. (справа) митець, здається, намагався продемонструвати свою майстерність у зображенні будівель та блоків каміння під кутом та управлінні сценами на різних відстанях. Але його загальна спроба зменшити розмір більш віддалених елементів є несистематичною. Секції композиції мають схожий масштаб, а їх відносна відстань показана засобами розташування одним перед одним, ракурсу та розташуванням дальших будівель на картині вище ніж ближніх. Хоча працівники зліва показують краще коригування розміру, справа найбільш важлива фігура показано значно більшою від каменярів.

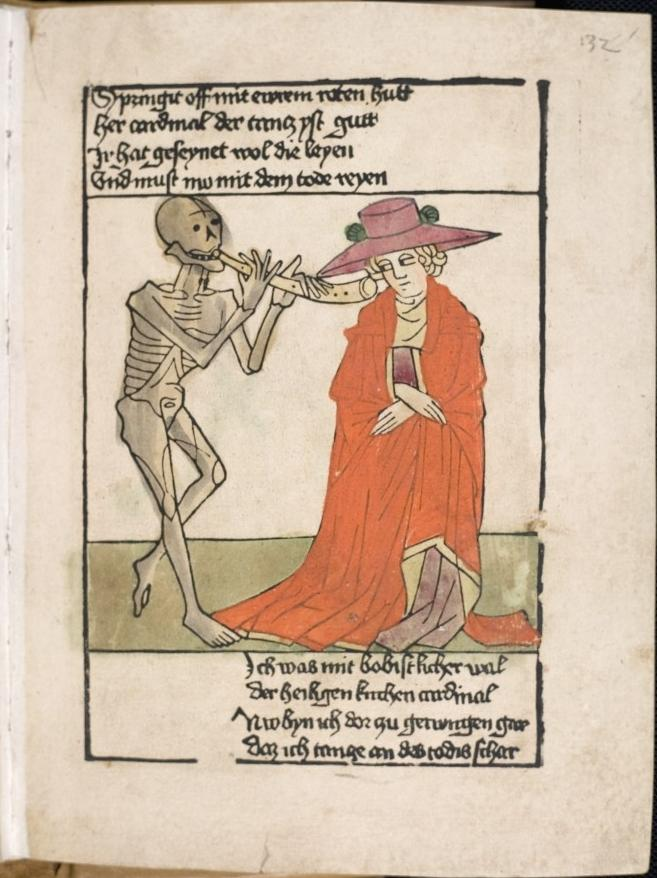
«Смерть вітає кардинала», з друкованої блок-книги, розмальованої вручну, бл. 1455–58, ранній приклад «Танка смерті».

Наприкінці періоду поширився новий мистецький засіб — принти (відбитки гравюр); разом з малими картинами на панелях, їх часто використовували як емотивні молитовні зображення (нім. andachtsbilder), на які чинили вплив нові релігійні. Це були зображення моментів з наративу Страстей Христових, створені для медитації над його стражданнями, або з наративу про Діву Марію: Чоловік скорбот (лат. Vir dolorum, івр. אִישׁ מַכְאֹבוֹת, іш мах'овот), П'єта, Вуаль (Плат) Вероніки або Інструменти Страстей (лат. Arma Christi). Травма чорної смерті в середині 14-го сторіччя була принаймні частково причиною популярності таких тем як Танок Смерті та Memento mori. У дешевих блок-книгах з текстом (часто у вернакулярі) та зображеннями, вирізаними на єдиній гравюрі по дереву, найбільш популярними були праці, які ілюстрували Танок смерті (зліва), Ars Moriendi (Мистецтво вмирання) та типологічні віршовані резюме Біблії, так як Speculum Humanae Salvationis (Дзеркало людського спасіння).
Гуманізм епохи Відродження та поява багатого міського середнього класу, на чолі якого були торговці, почали змінювати старий соціальний контекст мистецтва, що призвело до відродження реалістичних портретів та появу гравюр та автопортретів, з одночасним занепадом таких форм мистецтва як вітражі або ілюміновані манускрипти. Портрети донорів, які з початку Середньовіччя переважно зберегли вигляд Пап, королів та абатів, тепер зображували бізнесменів та їхні родини. А у церквах ставало мало місця від надгробків багатіїв.

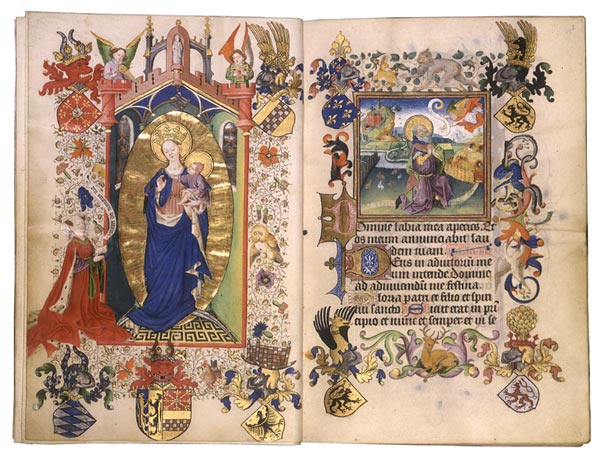
Початок з Часолову Катерини Клевської, бл. 1440 р., де Катерина стоїть на колінах перед Мадонною з Дитям, оточена геральдичними знаками її родини. Навпроти початок утрені Малої літургії годин, ілюмінований «Благовіщенням Йоакиму». Типові надмірно прикрашені поля є нащадками острівного мистецтва та не мають аналогів у візантійській традиції.

Часослов, тип манускрипту, яким зазвичай володіли світські чоловіки, а ще частіше — світські жінки, став найбільш сильно ілюстрованим манускриптом з 14-го ст., і з того ж періоду, більшість мініатюр також почала вироблятись світськими майстрами, часто також жінками. У найбільш важливих центрах ілюмінації, Парижі та у 15 ст. — містах Фландрії, існували великі майстерні, які експортували до інших частин Європи. В аналогічних умовах вироблялись інші форми мистецтва — маленькі різьблення по слоновій кістці, вітражі, гобелени та «нотінгемські алебастри» (дешеві різьблені панелі для вівтарів), а майстри в містах переважно були включені у систему цехів— ювелірна гільдія була як правило найбагатшою; художники були членами особливої Гільдії Святого Луки.
Світські предмети, часто з використанням сюжетів куртуазної любові або лицарського героїзму, створювались у вигляді ілюмінованих манускриптів, різьблених рамок для дзеркал, гобеленів, складних золотих орнаментальних ваз для середини стола (напр. нефів). Стало можливим розрізняти між значно більшою кількістю окремих митців, деякі з яких отримали міжнародну відомість. Почали з'являтися колекціонери мистецтва, манускриптів серед вищої шляхти, напр. Іоанн I (герцог Беррі) (1340—1416), та принтів та інших робіт серед людей середнього достатку. На кінець 15-го ст. у багатих регіонах малесенькі дешеві релігійні принти поширили мистецтво в наближенні до останнього стилю навіть у будинки селян.

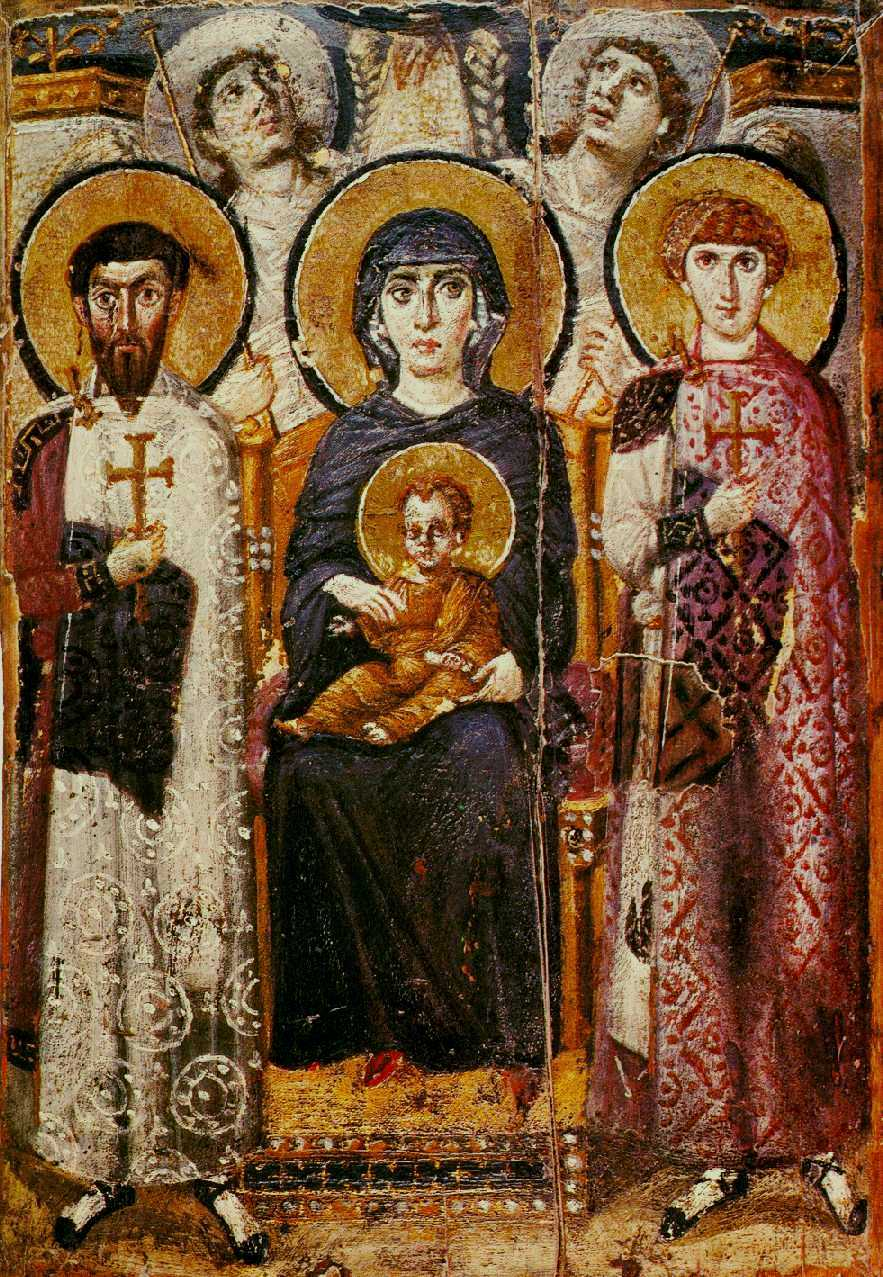
Найстаріша візантійська ікона Діви Марії, бл. 600, енкавстична, у монастирі Св.Катерини, зберігає значну частину грецького реалістичного стилю.
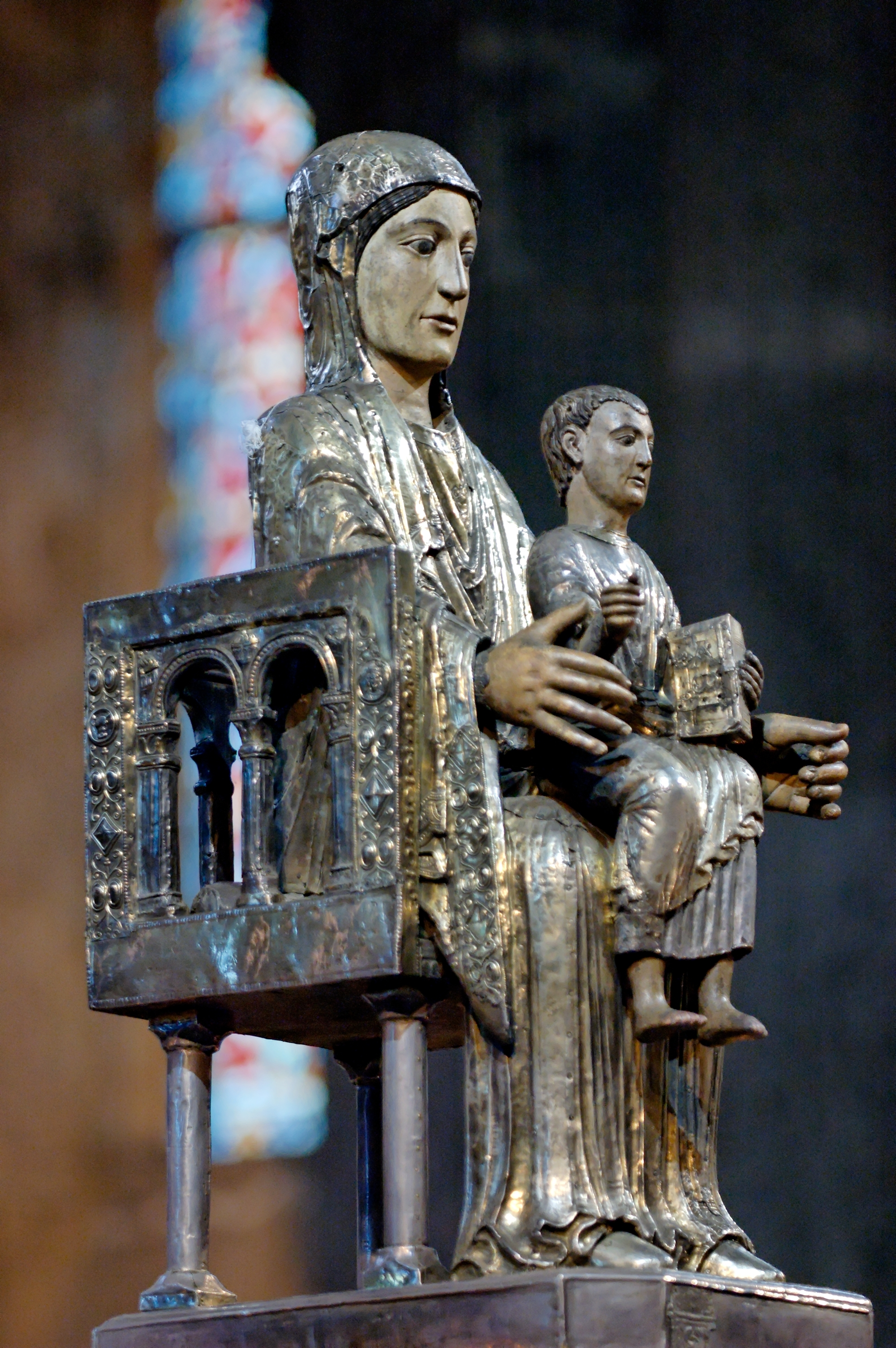
Романська статуя "Мадонни на Троні Мудрості", 12-те ст.
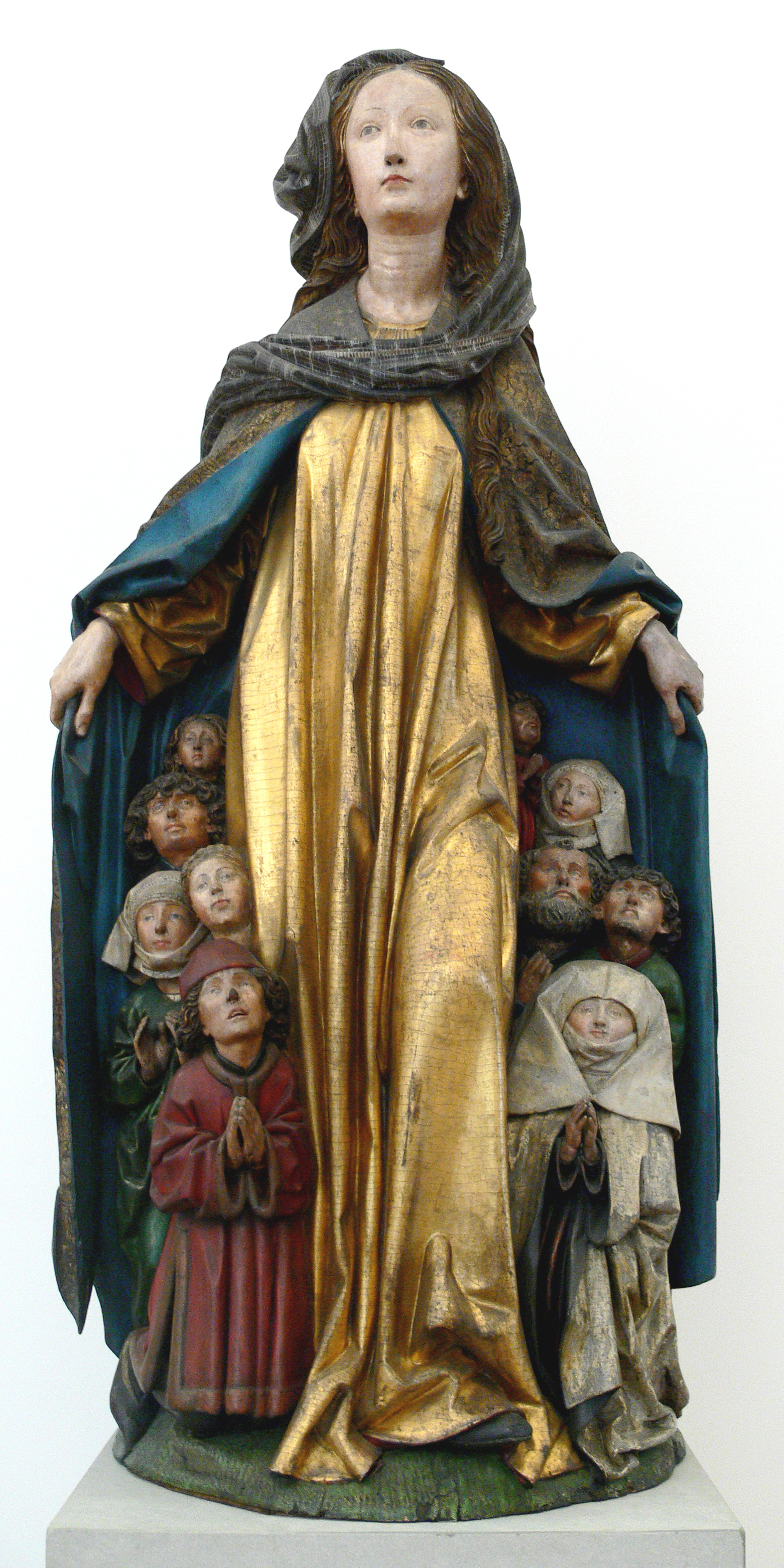
"Равенсбурзька Мадонна з покровами", розфарбоване липове дерево, бл. 1480 р., тип ікони Діви Милосердної. Приписується Міхаелю Ерхарту.
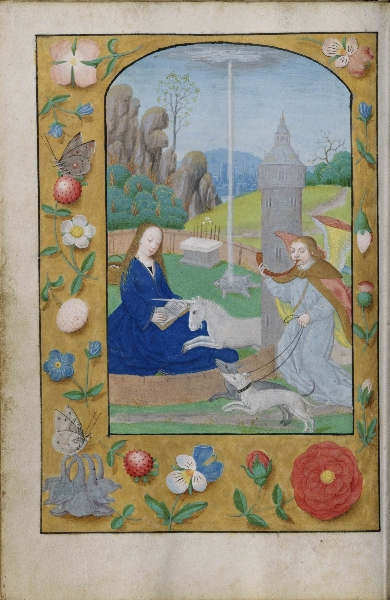
"Благовіщення під час полювання на єдинорога" (бл. 1500) з нідерландського Часослова, з зібрання Дж.П.Моргана. Для пояснення складної іконографії, дивись Hortus Conclusus

## Репутація у наступні періоди

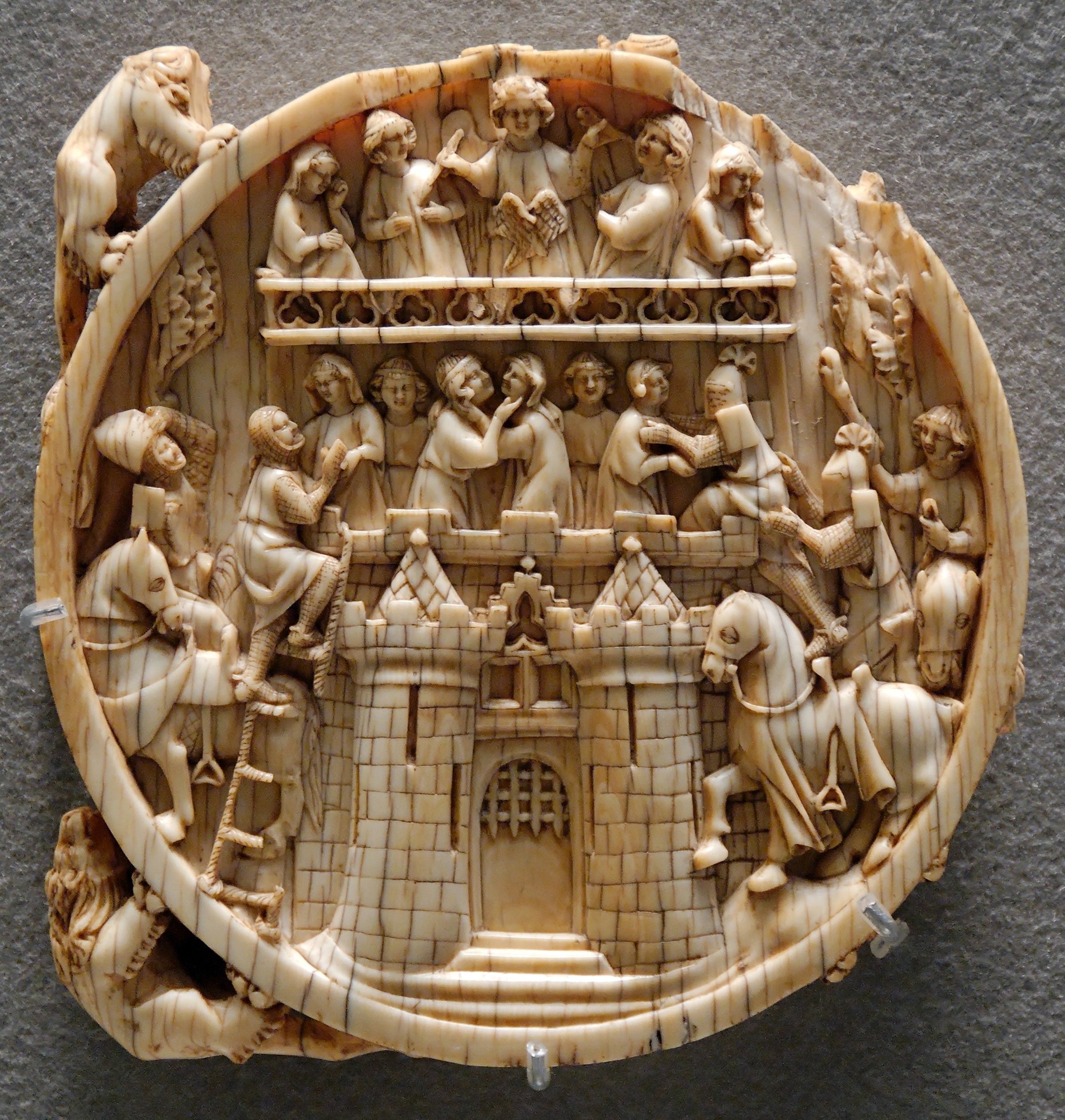
«Осада замку кохання», коли лицарі нападають, а дами обороняються, була популярним сюжетом готичних рамок для дзеркал. Париж, 14-те ст.

Середньовічне мистецтво мало піклувалося власною історією мистецтв, і ця відсутність інтересу продовжувалась у наступні періоди. Відродження переважно зневажливо ставилось до середньовічного мистецтва як до «варварського» продукту «Темних століть», а сам термін «готика» був вигаданий спеціально зі зневажливим значенням і вперше використаний художником Рафаелем Санті у листі 1519 року для характеристики всього, що відбувалось у мистецтві між занепадом класичного (античного) мистецтва та його начебто 'повторним народженням' у період Відродження. Пізніше у 16-му сторіччі термін був запозичений та популяризований флорентійським митцем та істориком Джорджо Вазарі, який використав його для приниження в цілому архітектури північної Європи. Ілюміновані манусприпти продовжували колекціонувати антиквари або вони зберігались «похованими» у монастирських або королівських бібліотеках. А от картини були цікаві лише якщо вони мали історичні асоціації з королівською родиною або іншою шляхтою. Прикладом є тривалий період занедбання Вестмінстерським абатством Вестмінстерського ретабло, картини на панелі для вівтаря; воно частково вціліло лише тому, що у 16-19 ст. було вбудоване у меблі як звичайна дошка. При цьому великий портрет Річарда II добре доглядався абатством, як і інший його портрет, Вілтонський диптих. Як і в період самого Середньовіччя, інші об'єкти часто зберігалися лише тому, що вважалися реліквіями.
У образотворчому мистецтві відсутній еквівалент «готичного виживання», яке існувало в архітектурі, коли сама готика припинила існування, у Німеччині, Англії та Скандинавії, і неоготика також мала фокусом переважно архітектуру, а не живопис. У ті часи розуміння порядку зміни стилів було ще досить слабке, про що наприклад свідчить назва однієї з перших книг про англійську архітектуру роботи Томаса Рікмана: «An Attempt to discriminate the Styles of English Architecture from the Conquest to the Reformation» ("Спроба виділити стилі англійської архітектури від часів завоювання норманнами до Реформації) 1817 року. Це досить швидко змінилось вже в середині 19 ст., коли стало популярним цінувати середньовічну скульптуру та живопис, відомий як італійські або фламандські «примітиви», під впливом таких авторів-фахівців як Джон Раскін, Ежен Віолле-ле-Дюк та Огастес П'юджин, а також романтичного опису Середньовіччя у художніх творах, наприклад «Айвенго» Вальтера Скотта (1819 р.) та «Собор Паризької Богоматері» Віктора Гюго (1831 р.). Одним з ранніх колекціонерів «примітивів», тоді ще відносно недорогих, був принц Альберт.

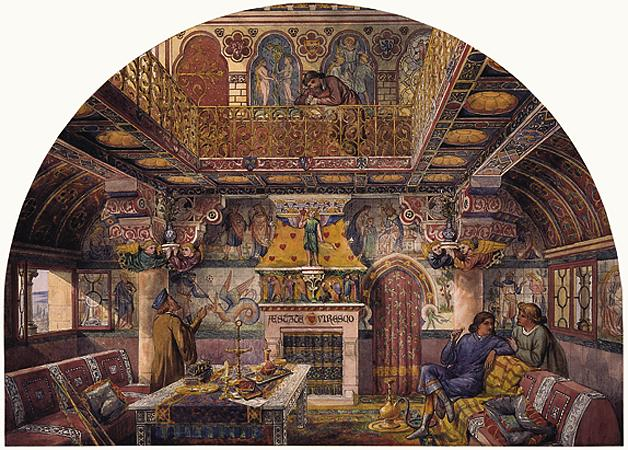
Дизайн Вільяма Берджеса для Літньої курильної кімнати у Кардіффському замку, 1860-ті.

Серед митців німецького руху назарейців (з 1809 року) та англійських Прерафаелітів (з 1848 року) було нехтування принаймні цінностями пізнього Відродження, але на практиці, і незважаючи на зображення деколи середньовічних сцен, на їх роботи впливало переважно Раннє Відродження, а не готичний чи раніші періоди; рання графіка Джона Мілле є певним винятком. Вільям Морріс, також дискримінуючий колекціонер середньовічного мистецтва, та Вільям Берджес, залучили більше середньовічного стилю у свої роботи.
До кінця 19-го ст. багато ілюстраторів книг та виробників декоративного мистецтва різних видів навчилися вдало використовувати середньовічні стилі завдяки новим музеям, напр. Музей Вікторії та Альберта, відкритих з цією метою. В той же час, нова академічна галузь історії мистецтв, в якій домінували Німеччина та Франція, пильно концентрувалась на середньовічному мистецтві і досягла значних успіхів у каталогізації та датуванні вцілілих творів, а також в аналізі розвитку середньовічних стилів та іконографії; при цьому період Пізньої Античності та періоду до Каролінгів залишався мало вивченим до 20-го ст.

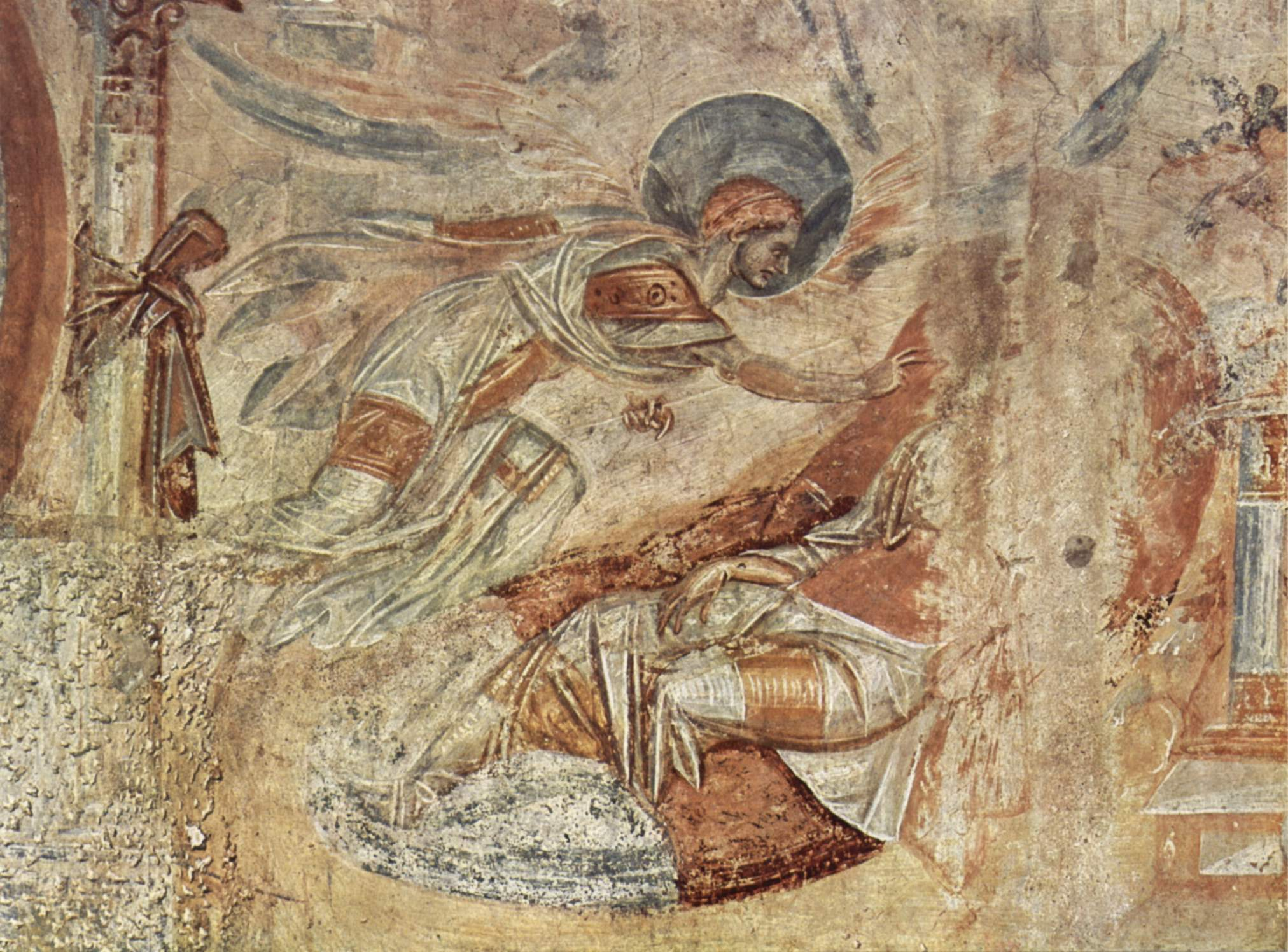
«Сон Йосипа» — одна з фресок у візантійському стилі у Кастельсепріо, предмет багатьох суперечок з дати їх відкриття 1944 року, зараз найчастіше датується 10-м ст.

Франц Теодор Куглер був першим, хто назвав та описав каролінзьке мистецтво 1837 року; як і багато інших істориків мистецтва того періоду, він намагався знайти та пропагувати національний дух власної нації у історії мистецтва, пошук, який розпочав Йоганн-Готфрід Гердер у 18-му ст. Учень Куглера, видатний швейцарський історик мистецтв Якоб Буркгардт, хоча і не був спеціалістом у середньовічному мистецтві, був важливим у розвитку розуміння мистецтва цього періоду. Середньовічне мистецтво почали активно збирати у колекції, як музеї, так і приватні особи, такі як Джордж Солтін, Ротшильди та Джон Пірпонт Морган.
Навіть занепаду неоготики та кельтського відродження використання острівних стилів, анти-реалістичні та експресивні елементи середньовічного мистецтва слугували натхненням для багатьох сучасних митців.
До початку періоду нацизму, німецькомовні історики мистецтва продовжували домінувати у історії середньовічного мистецтва, незважаючи на такі фігури як французи Еміль Мал (фр. Émile Mâle, 1862—1954 рр.) та Анрі Фосійон (фр. Henri Focillon, 1881—1943 рр.). У період нацизму багато важливих фігур емігрувало, переважно до Британії та США, де академічне дослідження історії мистецтва лише розвивалось; це були літній Адольф Голдшмідт та молодші фігури — Ніколаус Певзнер, Ернст Кіцінгер, Ервін Панофскі, Курт Вайцманн, Річард Краутхаймер та багато інших.

## Нотатки
1. ↑  Heslop відслідковує почато зміни до «десь 12-го ст.», цитата, 54
2. ↑  Kitzinger (весь), Hinks (особл. частина 1) та Henderson (глави 1, 2 & 4) зокрема розглядають цю тему.Google books [Архівовано 26 січня 2022 у Wayback Machine.]
3. ↑  Fordham University [Архівовано 29 жовтня 2014 у Wayback Machine.] Josiah Russell's figures — всі оцінки, очевидно, досить неточні.
4. ↑  Dodwell (1982), pp. 22–23, and Chapter III
5. ↑  Біла вежа (Лондонський Тауер) була закладена 1078 року, збереглися деякі пізніші королівські апартаменти у Тауері, а також зала та частини Елтамського палацу, найбільш значущих середньовічних залишків у неукріпленому королівському палаці Британії.
6. ↑  маленька каролінзька(?) Кінна статуя Імператора у музеї Карнавале, Париж, Hinks, 125-7; та бронзова статуя чоловіка, який бореться з левом, 12(?) ст., вважались за походженням англійськими, німецькими або сицилійськими, див. Henderson (1977), 135—139.
7. ↑  Grocock, Chris наводить деякі розрахунки у Mayo of the Saxons and Anglican Jarrow, Evidence for a Monastic Economy [Архівовано 26 лютого 2012 у Wayback Machine.], згідно з якими вівці потребували в три рази менше землі на одну сторінку, ніж телята. 1 600 телят є стандартною оцінкою, див. John, Eric (1996), Reassessing Anglo-Saxon England, Manchester: Manchester University Press, с. 14, ISBN 0-7190-5053-7
8. ↑  Campbell (1998), 29 і наступні сторінки описують золото, пігменти та інші матеріали
9. ↑  Дискусія щодо дат у Calkins (1979), xix-xx, Kitzinger (1955), 1, Beckwith (1964), 9.
10. ↑  Henderson (1977), 8.
11. ↑  Hinks, chapters 1 & 2, and Kitzinger, 1955, chapter 1.
12. ↑  Kitzinger, с. 57—60.
13. ↑  Atroshenko та Judith Collins детально розкривають східні впливи на романське мистецтво.
14. ↑  Henderson, 1977, ch. 2; Calkins, 1979, chs 8 & 9; Wilson, 1984, с. 16—27 про раннє англо-саксонське мистецтво.
15. ↑  Dodwell, 1993, с. 74(quote)–75, and see index.
16. ↑  Hoffman, 324; Mack, Chapter 1, and passim throughout; The Art of the Umayyad Period in Spain (711—1031), Metropolitan Museum of Art timeline [Архівовано 17 липня 2019 у Wayback Machine.] Retrieved April 1, 2011
17. ↑  Honour, 1982, с. 256—262.
18. ↑  Honour, 1982, с. 269.
19. ↑  The Stones of Venice, chapter 1, paras 25 and 29 [Архівовано 24 грудня 2013 у Wayback Machine.]; discussed pp. 49–56 here  [Архівовано 15 лютого 2019 у Wayback Machine.]
20. ↑  Beckwith, 1964, с. 206—209.
21. ↑  Jones, Dalu & Michell, George, (eds); The Arts of Islam, Arts Council of Great Britain, 9, 1976, ISBN 0-7287-0081-6
22. ↑  Caiger-Smith, chapters 6 & 7
23. ↑  Hugh Thomas, An Unfinished History of the World, 224—226, 2nd edn. 1981, Pan Books, ISBN 0-330-26458-3; Braudel, Fernand, Civilization & Capitalism, 15-18th Centuries, Vol 1: The Structures of Everyday Life, William Collins & Sons, London 1981, p. 440: «Якщо середньовічний іслам нависав над євразійським континентом, від Атлантики до Тихого океану протягом сторіч, це тому, що жодна держава (за виключенням Візантії) могла конкурувати з його золотими та срібними монетами …»; and Vol 3: The Perspective of the World, 1984, ISBN 0-00-216133-8, p. 106: «Для них [італійських морських республік], успіх означав утворення контактів з багатими регіонами Середземномор'я — та отримання золотих монет, динарів Єгипту чи Сирії, … Іншими словами, Італія ще була лише бідним периферійним регіоном …» [до хрестових походів]. Статистика світового населення, ВВП в цілому та на душу населення, 1-2008 р.н. е. [Архівовано 16 лютого 2019 у Wayback Machine.], зібрана Ангусом Меддісоном, показує, що сучасні Іран та Ірак у 1000 році мали найвищий в світі ВВП на душу населення
24. ↑  Розрив був не по релігійних межах, а швидше між сходом та заходом, де багаті держави всі були на схід від Нілу: Maddison, Angus (2007): «Contours of the World Economy, 1–2030 AD. Essays in Macro-Economic History», Oxford University Press, ISBN 978-0-19-922721-1, p. 382, table A.7. та Maddison, Angus (2007): «Contours of the World Economy, 1–2030 AD. Essays in Macro-Economic History», Oxford University Press, ISBN 978-0-19-922721-1, p. 185, table 4.2 дає 425 міжнародних долари 1990 року для християнської Західної Європи, 430 — для ісламської Північної Африки, 450 — для ісламської Іспанії та 425 — для ісламської Португалії. Лише ісламський Єгипет та християнська Візантійська імперія мали суттєво більший за Західну Європу ВВП на особу (550 та 680—770 відповідно) (Milanovic, Branko (2006): «An Estimate of Average Income and Inequality in Byzantium around Year 1000», Review of Income and Wealth, Vol. 52, No. 3, pp. 449—470 (468))
25. ↑  Книга Mack; вступ дає огляд
26. ↑  Hoffman, Eva R. (2007): Pathways of Portability: Islamic and Christian Interchange from the Tenth to the Twelfth Century, pp.324f., in: Hoffman, Eva R. (ed.): Late Antique and Medieval Art of the Mediterranean World, Blackwell Publishing, ISBN 978-1-4051-2071-5
27. ↑  Mack, 4
28. ↑  Hinks, 1974, Parts II & III; Kitzinger, 1955, ch. 2; Calkins, 1979, chs 11 & 12.
29. ↑  Kitzinger, 1955, с. 75—77.
30. ↑  Dodwell, 56 & Beckwith, 39-43.
31. ↑  Складне питання, детальніше див. Dodwell (1993), 175, 223, 258 та інші сторінки
32. ↑  Beckwith, 1964, с. 145—149.
33. ↑  Henderson, 1977, с. 190(quote)–195.
34. ↑  Dodwell (1993), 167—169
35. ↑  Honour, 1982, с. 277 & 284–288.
36. ↑  Bernard's letter, Books.google.co.uk, 1 січня 2006, ISBN 978-1-888570-85-4, архів оригіналу за 10 червня 2016, процитовано 11 червня 2011
37. ↑  Dodwell (1993), 212—214.
38. ↑  Honour, 1982, с. 271.
39. ↑  Історичний музей Берну зберігає багато найкращих зразків.
40. ↑  Plummer, 1964, plates 1–2.
41. ↑  У таких працях як ця [Архівовано 31 липня 2019 у Wayback Machine.], що стилістично дуже відмінна від завершеної картини.
42. ↑  Kitzinger, 1955, с. 1(quote)–2.

## Подальше читання
- Kessler, Herbert L., «On the State of Medieval Art History», The Art Bulletin, Vol. 70, No. 2 (Jun., 1988), pp. 166–187, JSTOR [Архівовано 11 квітня 2016 у Wayback Machine.]
- Husband, Timothy (1986). The wild man: medieval myth and symbolism. New York: The Metropolitan Museum of Art. ISBN 978-0-87099-254-4. Архів оригіналу за 22 лютого 2014. Процитовано 22 червня 2016.
- The Art of medieval Spain, A.D. 500-1200. New York: The Metropolitan Museum of Art. 1993. ISBN 0-87099-685-1. Архів оригіналу за 18 жовтня 2014. Процитовано 22 червня 2016.